# Bifenil policlorat

Estructura de Lewis genèrica dels PCB. Les possibles posicions dels clorurs en els anells benzènics són assignades pels números mostrats als àtoms de carboni.

Els bifenils policlorats o PCB (en anglès, polychlorinated biphenyls) són compostos aromàtics organoclorats sintètics (és a dir, compostos químics de forma plana que compleixen la regla de Hückel formats per clor, carboni i hidrogen obtinguts artificialment pels humans) que constitueixen una sèrie de 209 congèneres, els quals es formen mitjançant la cloració del bifenil. La seva fórmula empírica és C₁₂H10-nCln, on n (el nombre d'homòlegs) pot variar entre 1 i 10. Ideals per a moltes aplicacions industrials com ara fluids dielèctrics, ben aviat es convertiren en un problema ambiental mundial, sobretot quan alguns treballadors de les plantes químiques sintetitzadores començaren a tenir problemes de salut. Estan molt relacionats amb els pesticides organoclorats.
Els PCB coplanars tenen importància mediambiental i analítica per la seva toxicitat, sobretot en animals, semblant a la dibenzodioxina policlorada (PCDD) i dibenzofurans policlorats (PCDF). Aquesta estaria correlacionada amb el grau de cloració. Per la seva elevada estabilitat química, persisteixen en l'ambient i es bioacumulen en els teixits animals. La pràctica totalitat de la humanitat està exposada a l'entrada d'aquests compostos a l'organisme malgrat les restriccions legals que existeixen pel que fa a producció industrial, ús i emmagatzematge. A més, cal tenir en compte que encara avui en dia hi ha aparells domèstics que funcionen amb condensadors elèctrics que fan servir PCB.
La primera síntesi de PCB la va fer Schmitt-Schulz a Alemanya el 1881. Industrialment, fou començat a sintetitzar per l'empresa Monsanto Company el 1929, i es prohibiren arreu del món cap als anys 1970 i 1980.
Els PCB són considerats contaminants orgànics persistents des que Soren Jensen els va detectar en peixos de Suècia el 1966. Es troben també a la llet i derivats, teixit adipós i cervell i fetge de persones i animals. Per aquests motius, els PCB formen part de la dotzena bruta definida el 2001 per l'acord d'Estocolm sobre contaminants orgànics persistents.

## Propietats moleculars

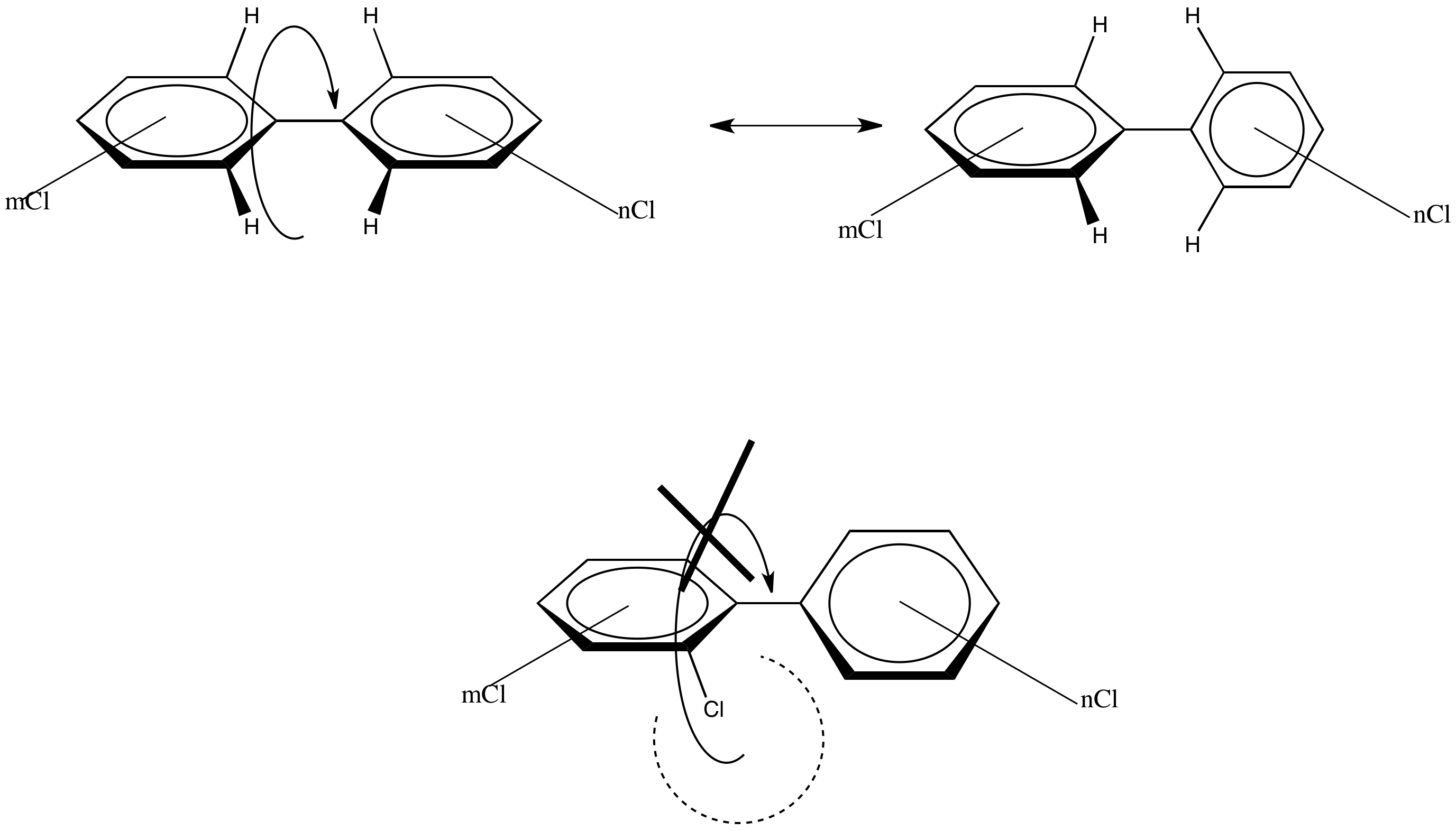
Diferència entre un PCB co-planar (representació superior) i un de no planar (representació inferior). Noti's que en el cas del PCB no planar, la presència d'un àtom de clor prop de l'enllaç no permet que aquest roti, cosa que no passa en el co-planar.

Els PCB estan formats per dos anells benzènics units amb un enllaç simple que pot rotar. Per motius energètics, sempre hi haurà una conformació preferent. Aquesta depèn del grau de cloració, ja que els clorurs poden crear impediments estèrics per ser més voluminosos que els àtoms d'hidrogen i impedir la rotació de l'enllaç. Des d'aquest punt de vista, els congèneres de PCB poden classificar-se en co-planars si tenen els clorurs lluny de l'enllaç que uneix els dos anells benzènics i en no planars en cas contrari. Hi ha 19 congèneres amb els clorurs distribuïts pel bifenil de manera asimètrica de tal manera que la rotació de l'enllaç està impedit i es poden isolar enantiòmers. Aquests enantiòmers es diuen atropoisòmers.
L'angle de conformació és clau a l'hora d'estudiar la solubilitat dels PCB. Aquest efecte es fa notar especialment en el cas dels congèneres altament orto-substituïts. També s'ha detectat una correlació entre la conformació i l'activitat biològica, el moment d'inèrcia, la degradació fotoquímica, la selectivitat en cromatografia de líquids i els espectres d'ressonància magnètica nuclear (RMN). A més, se sap que els coplanars són més lipòfils i solubles en aigua (per la seva major polaritat) que els no planars. Aquests fets han permès detectar congèneres a la natura.
És important assenyalar que aquestes propietats moleculars poden relacionar-se amb l'elevada toxicitat que presenten els PCB. Els més tòxics són els no co-planars, mentre que dels no planars només se'n poden trobar traces a la natura. Malgrat tot, el perquè d'aquesta correlació no acaba de ser comprès.

## Nomenclatura i congèneres
En principi, són possibles fins a 209 congèneres de PCB, però només se n'han detectat uns 130 en productes comercials. Karlheinz Ballschmiter el 1980 va proposar un sistema de numeració dels PCB que ha estat acceptat per la Unió Internacional de Química Pura i Aplicada (IUPAC de l'anglès International Union of Pure and Applied Chemistry) després d'haver-lo revisat amb algorismes matemàtics. El dit sistema correlaciona les estructures dels congèneres per ordre ascendent de clorurs dintre de cada seqüència. El resultat és una llista que va del PCB 1 al PCB 209. Un altre sistema també acceptat per la IUPAC (regles A-52.3 i A-52.4) identifica els carbonis als que s'ha unit un clorur i els numera seqüencialment.
| Posició dels clorurs a cada anell | 0 | 2 | 3  | 4  | 23 | 24 | 25 | 26 | 34 | 35 | 234 | 235 | 236 | 245 | 246 | 345 | 2345 | 2346 | 2356 | 23456 |
| --------------------------------- | - | - | -- | -- | -- | -- | -- | -- | -- | -- | --- | --- | --- | --- | --- | --- | ---- | ---- | ---- | ----- |
| 23456                             |   |   |    |    |    |    |    |    |    |    |     |     |     |     |     |     |      |      |      | 209   |
| 2356                              |   |   |    |    |    |    |    |    |    |    |     |     |     |     |     |     |      |      | 202  | 208   |
| 2346                              |   |   |    |    |    |    |    |    |    |    |     |     |     |     |     |     |      | 197  | 201  | 207   |
| 2345                              |   |   |    |    |    |    |    |    |    |    |     |     |     |     |     |     | 194  | 196  | 199  | 206   |
| 345                               |   |   |    |    |    |    |    |    |    |    |     |     |     |     |     | 169 | 189  | 191  | 193  | 205   |
| 246                               |   |   |    |    |    |    |    |    |    |    |     |     |     |     | 155 | 168 | 182  | 184  | 188  | 204   |
| 245                               |   |   |    |    |    |    |    |    |    |    |     |     |     | 153 | 154 | 167 | 180  | 183  | 187  | 203   |
| 236                               |   |   |    |    |    |    |    |    |    |    |     |     | 136 | 149 | 150 | 164 | 174  | 176  | 179  | 200   |
| 235                               |   |   |    |    |    |    |    |    |    |    |     | 133 | 135 | 146 | 148 | 162 | 172  | 175  | 178  | 198   |
| 234                               |   |   |    |    |    |    |    |    |    |    | 128 | 130 | 132 | 138 | 140 | 157 | 170  | 171  | 177  | 195   |
| 35                                |   |   |    |    |    |    |    |    |    | 80 | 107 | 111 | 113 | 120 | 121 | 127 | 159  | 161  | 165  | 192   |
| 34                                |   |   |    |    |    |    |    |    | 77 | 79 | 105 | 109 | 110 | 118 | 119 | 126 | 156  | 158  | 163  | 190   |
| 26                                |   |   |    |    |    |    |    | 54 | 71 | 73 | 89  | 94  | 96  | 102 | 104 | 125 | 143  | 145  | 152  | 186   |
| 25                                |   |   |    |    |    |    | 52 | 53 | 70 | 72 | 87  | 92  | 95  | 101 | 103 | 124 | 141  | 144  | 151  | 185   |
| 24                                |   |   |    |    |    | 47 | 49 | 51 | 66 | 68 | 85  | 90  | 91  | 99  | 100 | 123 | 137  | 139  | 147  | 181   |
| 23                                |   |   |    |    | 40 | 42 | 44 | 46 | 56 | 58 | 82  | 83  | 84  | 97  | 98  | 122 | 129  | 131  | 134  | 173   |
| 4                                 |   |   |    | 15 | 22 | 28 | 31 | 32 | 37 | 39 | 60  | 63  | 64  | 74  | 75  | 81  | 114  | 115  | 117  | 166   |
| 3                                 |   |   | 11 | 13 | 20 | 25 | 26 | 27 | 35 | 36 | 55  | 57  | 59  | 67  | 69  | 78  | 106  | 108  | 112  | 160   |
| 2                                 |   | 4 | 6  | 8  | 16 | 17 | 18 | 19 | 33 | 34 | 41  | 43  | 45  | 48  | 50  | 76  | 86   | 88   | 93   | 142   |
| 0                                 | 0 | 1 | 2  | 3  | 5  | 7  | 9  | 10 | 12 | 14 | 21  | 23  | 24  | 29  | 30  | 38  | 61   | 62   | 65   | 116   |

Exemple d'ús de la present taula: per determinar les possibles nomenclatures del PCB 156 s'han de localitzar a la taula i identificar els valors de la fila i la columna de capçalera (34 i 2345 respectivament). Així doncs, el nom IUPAC del PCB 156 seria 2,3,3',4,4',5-hexaclorobifenil. Altres possibles nomenclatures serien 2,3,4,5,3',4'-hexaclorobifenil, 2345-3'4'-hexaclorobifenil (el grup que comença amb el número més baix apareix primer), 2345-34-hexaclorobifenil i 233'44'5- hexaclorobifenil.
D'altra banda, els PCB també poden ser classificats segons el seu grau de cloració i el nombre de clorurs. Els congèneres amb el mateix nombre de clorurs s'anomenen homòlegs. Els homòlegs amb diferents patrons de substitució es diuen isòmers.
| Homòleg            | Nre. CAS    | Nomenclatura de Ballschmiter | Fórmula molecular | Pes molecular | % clorurs | Isòmers |
| ------------------ | ----------- | ---------------------------- | ----------------- | ------------- | --------- | ------- |
| Monoclorobifenils  | 27323-18-82 | de PCB 1 a PCB 3             | C₁₂H9Cl           | 189,0         | 18,79     | 3       |
| Diclorobifenils    | 25512-42-9  | de PCB 4 a PCB 15            | C₁₂H₈Cl₂          | 233,1         | 31,77     | 12      |
| Triclorobifenils   | 25323-68-6  | de PCB 16 a PCB 39           | C₁₂H₇Cl₃          | 257,5         | 41,30     | 24      |
| Tetraclorobifenils | 26914-33-0  | de PCB 40 a PCB 81           | C₁₂H₆Cl₄          | 292           | 48,65     | 42      |
| Pentaclorobifenils | 25429-29-2  | de PCB 82 a PCB 127          | C₁₂H₅Cl₅          | 326           | 54,30     | 46      |
| Hexaclorobifenils  | 26601-64-9  | de PCB 128 a PCB 169         | C₁₂H₄Cl₆          | 361           | 58,93     | 42      |
| Heptaclorobifenils | 28655-71-2  | de PCB 170 a PCB 193         | C₁₂H₃Cl₇          | 395,3         | 62,77     | 24      |
| Octaclorobifenils  | 31472-83-0  | de PCB 194 a PCB 205         | C₁₂H₂Cl₈          | 430,0         | 65,98     | 12      |
| Nonaclorobifenils  | 53742-83-0  | de PCB 206 a PCB 208         | C₁₂HCl9           | 464,2         | 68,73     | 3       |
| Decaclorobifenils  | 2051-24-3   | PCB 209                      | C₁₂Cl10           | 498,6         | 71,10     | 1       |

## Propietats fisicoquímiques

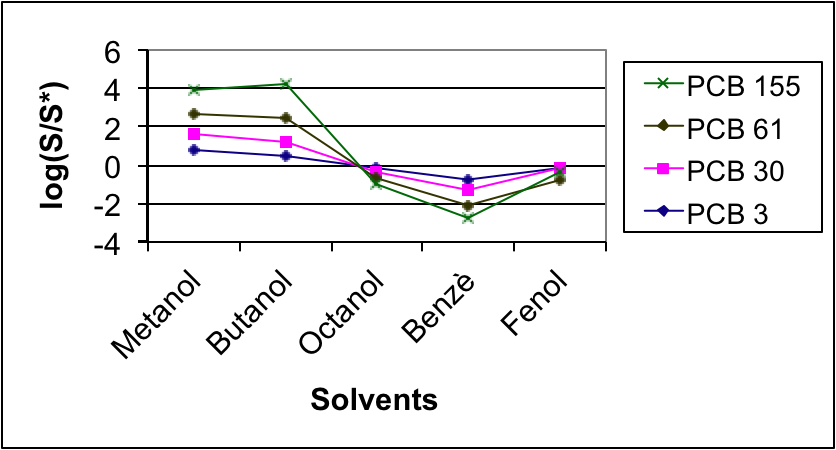
Diferències entre la solubilitat en aigua pura i en diversos solvents orgànics per a alguns congèneres de PCB expressades en logaritmes (log (S/S*))

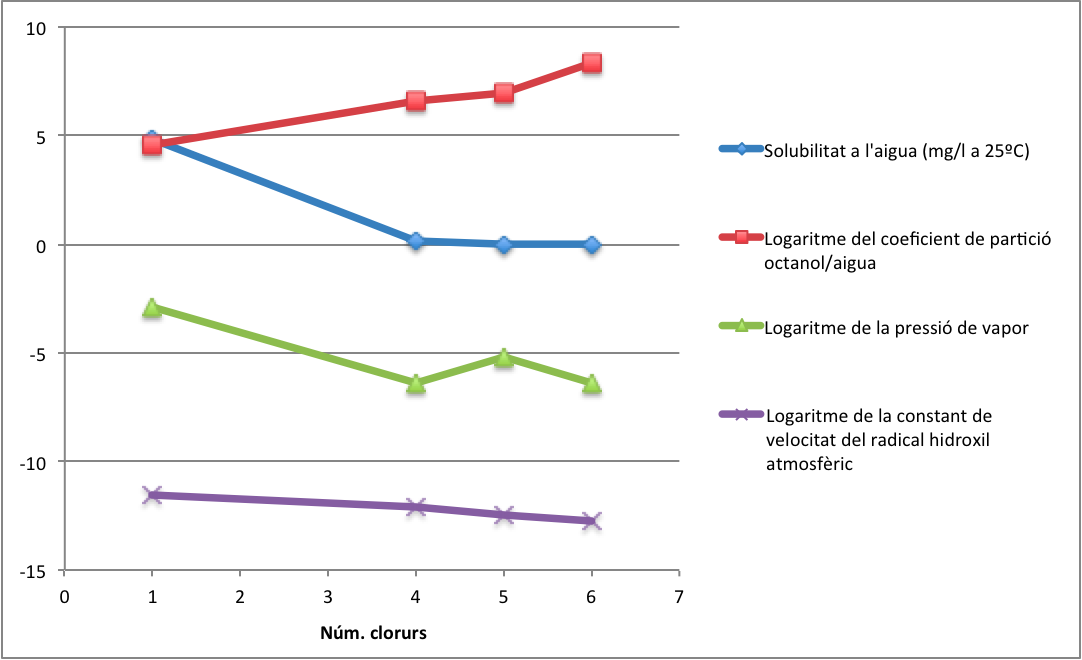
Variació d'algunes propietats fisicoquímiques dels PCB amb l'increment del nombre de clorurs al congènere

Les propietats fisicoquímiques dels PCB estan determinades per les seves propietats moleculars.
Els PCB destaquen per la seva alta capacitat calorífica, la seva baixa conductància i la seva bona solubilitat en solvents orgànics. Per contra, aquestes molècules són poc volàtils i poc solubles en aigua, si bé aquesta s'incrementa en presència de solvents orgànics. Ambdues propietats decreixen amb l'augment del nombre de clorurs. Per contra, la seva lipofilicitat augmenta amb la cloració. A més, són inerts en contacte amb àcids i bases, poc explosius i resistents a la degradació tèrmica i biològica. Aquestes qualitats contribueixen a la bioacumulació dels PCB a la cadena d'alimentació i es poden fer servir per detectar-los a la natura. Amb l'augment del nombre de clorurs al bifenil, l'estat d'agregació de la molècula, la seva toxicitat i la seva estabilitat relativa al medi pot patir canvis.
Els PCB solen ser incolors o groguencs i tenen aspecte viscós. No se'ls coneix cap gust. El seu punt d'ebullició es troba entre 325 i 390 °C i el de fusió entre -30 i -70 °C. La densitat a temperatura ambient se situa entre els 1,182 i 1,566 kg/L, alta a causa de la presència de clor. Els coeficients de partició octanol/aigua, normalment alts (el que explica el seu transport pel medi ambient), creixen amb el nombre de clorurs.
| Congènere | Substitució de clorurs (núm. IUPAC) | Nre. CAS    | Massa mol. relativa | Fórmula molecular | Punt de fusió (°C) | Punt d'ebullició (°C) | Densitat (en g/cm³ a 20 °C) | Solubilitat a l'aigua (mg/l a 25 °C) | log Kow    | log Koc   | Pressió de vapor (mmHg a 25 °C) | Constant de la llei d'Henry (atm·m³/mol a 25 °C) | Constant de velocitat del radical hidroxil atmosfèric (cm³/mol·s a 25 °C) |
| --------- | ----------------------------------- | ----------- | ------------------- | ----------------- | ------------------ | --------------------- | --------------------------- | ------------------------------------ | ---------- | --------- | ------------------------------- | ------------------------------------------------ | ------------------------------------------------------------------------- |
| PCB 1     | 2                                   | 002051-60-7 | 188,7               | C₁₂H9Cl           |                    | 274                   |                             | 4,83                                 | 4,53       |           | 1,38·10-3                       | 7,36·10-4                                        | 2,82·10-12                                                                |
| PCB 77    | 34-3'4'                             | 32598-13-3  | 292                 | C₁₂H₆Cl₄          | 173                |                       | 1,2024                      | 0,175                                | 4,41-5,75  | 6,04-6,63 | 4,4 · 10-7                      | 0,43·10-4; 0,94 · 10-4; 0,83·10-4                | 7,301·10-13                                                               |
| PCB 81    | 345-4'                              | 70362-50-4  | 292                 | C₁₂H₆Cl₄          |                    |                       |                             |                                      |            |           |                                 |                                                  |                                                                           |
| PCB 105   | 234-3'4'                            | 32598-14-4  | 326,4               | C₁₂H₅Cl₅          |                    |                       |                             | 0,0034                               | 6,98       |           | 6,531·10-6                      | 8,25·10-4                                        | 3,348·10-13                                                               |
| PCB 118   | 245-3'4'                            | 31508-00-6  | 326,4               | C₁₂H₅Cl₅          |                    |                       |                             | 0,0134 (20 °C)                       | 7,12       |           | 8,974·10-6                      | 2,88·10-4                                        | 3,348·10-13                                                               |
| PCB 126   | 345-3'4'                            | 57465-28-8  | 326,4               | C₁₂H₅Cl₅          |                    |                       |                             |                                      |            |           |                                 |                                                  |                                                                           |
| PCB 138   | 234-2'4'5'                          | 35065-28-2  | 360,9               | C₁₂H₅Cl₆          | 78,5; 80           |                       |                             |                                      | 6,50-7,44  | 5,21-7,3  | 4·10-6                          | 1,07·10-4; 0,21·10-4                             | 1,64·10-13                                                                |
| PCB 153   | 245-2'4'5'                          | 35065-27-1  | 360,9               | C₁₂H₅Cl₆          | 103-104            |                       |                             | 0,00091; 0,0086                      | 8,35; 6,72 | 4,75-7,68 | 3,8·10-7                        | 2,78·10-4; 1,32·10-4; 1,31·10-4                  | 1,64·10-13                                                                |
| PCB 156   | 2345-3'4'                           | 38380-08-4  | 390,6               | C₁₂H₅Cl₆          |                    |                       |                             | 0,00533                              | 7,60       |           | 1,61·10-6                       | 1,43·10-4                                        | 2,11·10-13                                                                |
| PCB 163   | 2356-3'4'                           | 74472-44-9  | 390,2               | C₁₂H₅Cl₆          |                    |                       |                             | 0,001195                             | 7,20       |           | 5,81·10-7                       | 0,15·10-4                                        | 2,11·10-13                                                                |
| PCB 169   | 345-3'4'5'                          | 32774-16-6  | 360,9               | C₁₂H₅Cl₆          | 201; 202           |                       |                             |                                      | 7,408      | 6,60      | 4,02·10-7                       | 0,15·10-4; 0,59·10-4                             | 3,04·10-13                                                                |
| PCB 180   | 2345-2'4'5'                         | 35065-29-3  | 395,3               | C₁₂H₅Cl₇          | 109; 110           | 240-280 (20 mmHg)     |                             |                                      | 6,70-7,21  | 5,78-6,9  | 9,77·10-7                       | 1,07·10-4; 0,32·10-4                             | 1,046·10-13                                                               |

## Síntesi

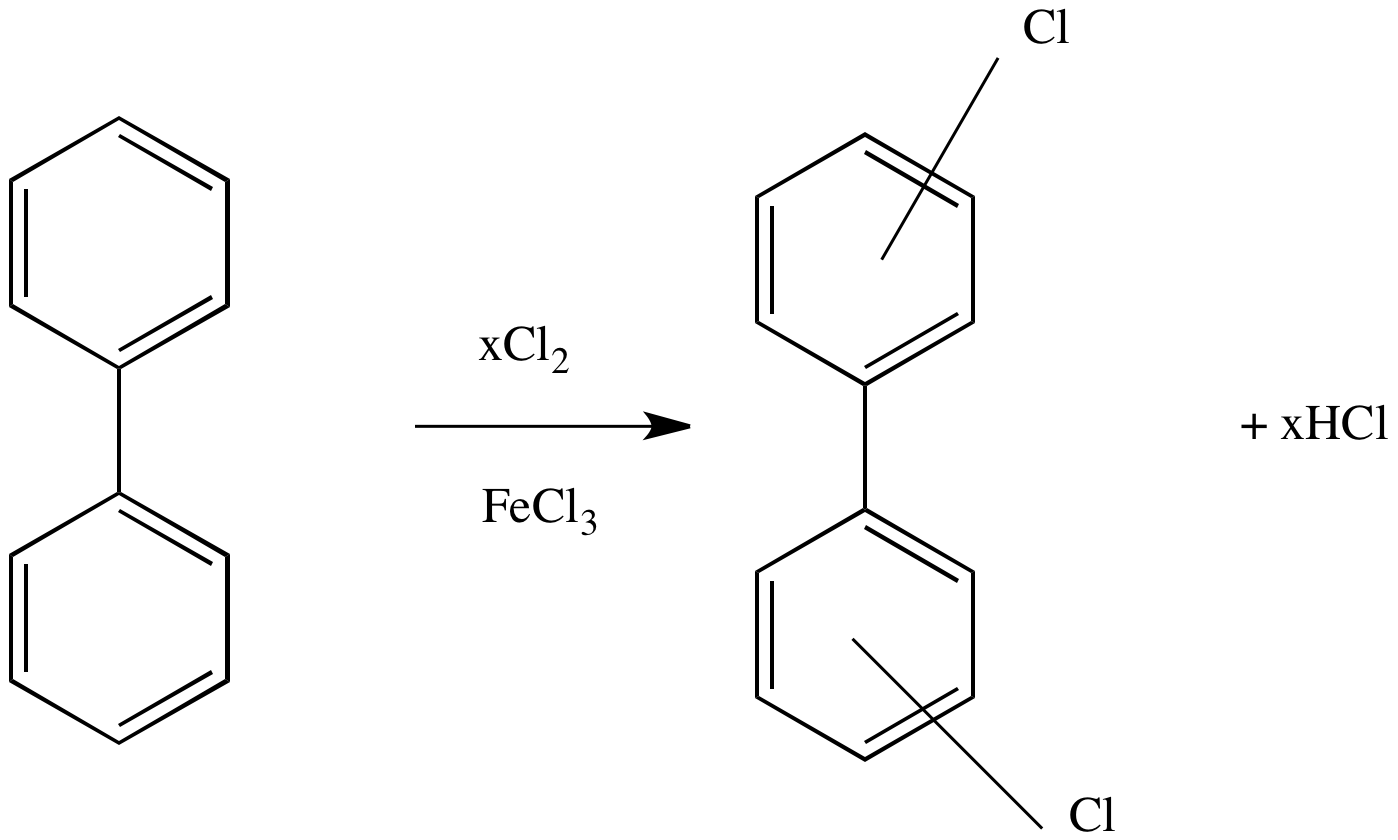
Reacció catalitzada de cloració del bifenil

La síntesi d'un PCB implica la cloració de bifenil per catàlisi a temperatura alta (més de 170 °C). S'han fet servir diversos mecanismes de reacció, entre ells l'Ullmann, la Sandmeyer i la Cadogan (una variant de la reacció de Sandmeyer que millora el rendiment). Les tres reaccions presenten una selectivitat diferent, però generen subproductes cancerígens. Depenent del temps de reacció (entre 12 i 36 hores), el percentatge en pes de cloració oscil·la entre un 21 i un 68%. El catalitzador utilitzat era el triclorur de ferro o el triiodur. Com a subproducte es generen tants mols d'àcid clorhídric com clorurs s'hagin incorporat als anells aromàtics. El producte final sempre consistia en una barreja de congèneres, sovint contaminada per altres compostos clorats, especialment PCDF. Algunes plantes industrials generaven barreges de PCB com a subproducte d'altres productes o de reaccions de combustió. Els dits processos van ser prohibits al mateix temps que es prohibia la producció industrial de PCB.

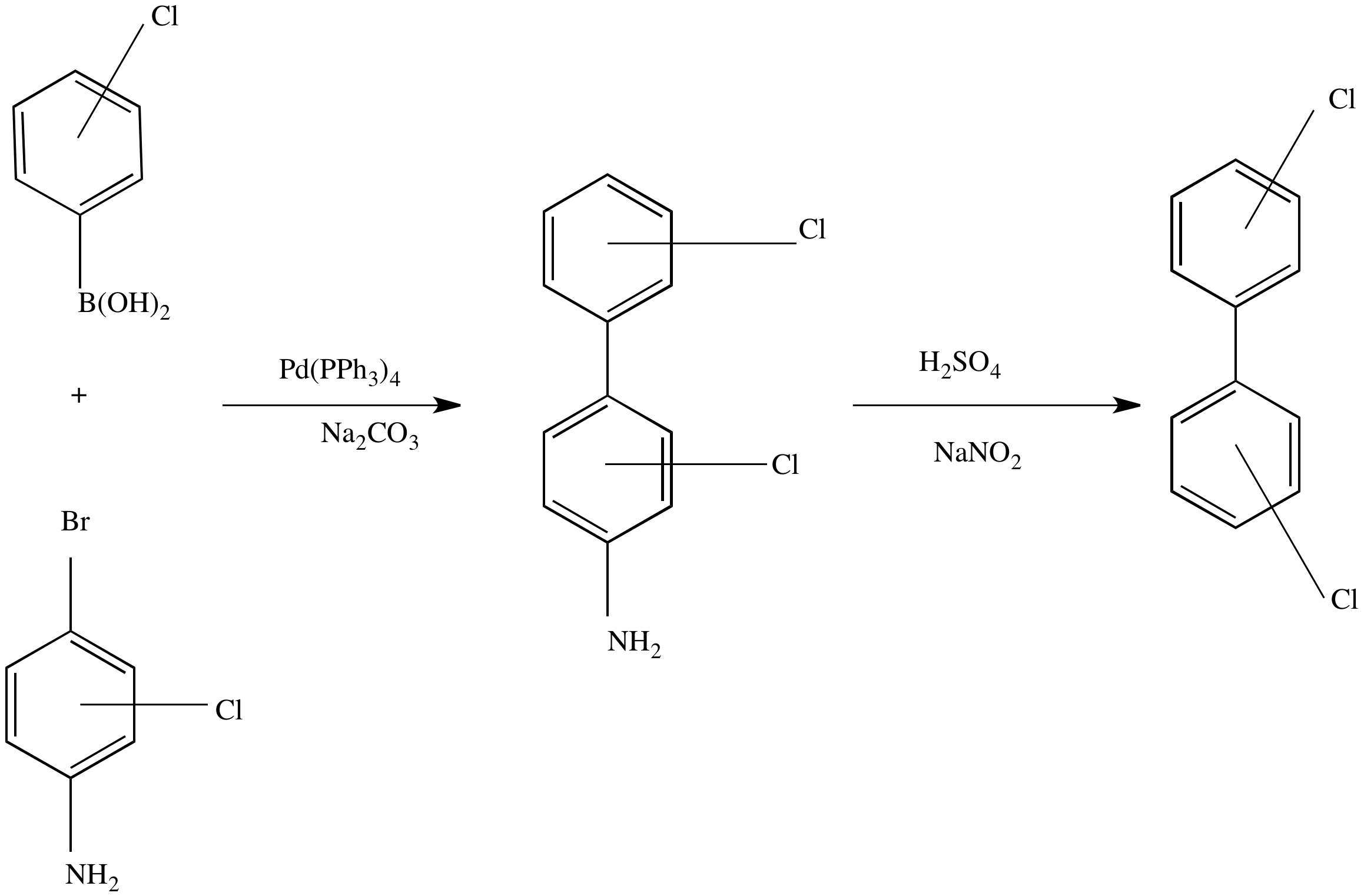
Reacció catalitzada de cloració del bifenil amb l'acoblament de Suzuki

També s'han sintetitzat PCB amb l'acoblament de Suzuki fent servir àcid fenilborònic i àcid benzeborònic clorat i un catalitzador de tetrakis(trifenilfosfina)pal·ladi en medi bàsic amb un elevat grau de puresa i rendiment després d'haver-se recristal·litzat el producte.

## Anàlisi química
Els mètodes d'anàlisi química de PCB no es troben entre els més desenvolupats dels contaminants orgànics persistents, però són molt similars a aquests. L'anàlisi química inclou diverses etapes, que són la presa de mostra, l'extracció, la neteja (cleanup), la identificació i la determinació. Es fan diverses determinacions per mostra. Cal complir estrictes controls de qualitat de cara a evitar contaminacions indesitjades que emmascararien els resultats. Normalment, l'extracció es fa pel mètode sòlid, líquid/líquid o Soxhlet. Els majors problemes es presenten per la seva elevada volatilitat i solubilitat i solvents orgànics. El cleanup es fa per cromatografia de gasos, que també se sol fer servir per a separar els diferents congèneres. El detector que s'empra més sovint és el de captura d'electrons.
Els mètodes capil·lars han permès d'abaixar els límits de detecció i millorar la separació entre congèneres, si bé aquesta encara s'ha de millorar. Si es volen analitzar diferents congèneres dintre d'una mateixa mostra, es recomana confirmar els resultats mitjançant espectroscòpia de masses. Igualment es fan servir mètodes multi-residus que permeten detectar si els PCB estan en presència d'altres contaminants, com ara pesticides. La quantificació se sol fer per comparació de patrons estàndard observant els temps de retenció i l'alçada dels pics cromatogràfics. La identificació es pot fer per marques comercials, homòlegs o congèneres, però es necessiten materials de referència per fer-ho. Malgrat tot, aquest mètode només es pot fer servir amb matrius contaminades amb productes comercials. De cara a la gestió de la qualitat, cal fer patrons interns. Els errors aleatoris en cada una de les etapes de l'anàlisi poden provocar grans fluctuacions.
| Teixit        | Límit de detecció |
| ------------- | ----------------- |
| Teixit adipós | 144               |
| Sang          | 2                 |
| Plasma        | 0,01              |
| Sèrum         | 1-2,5 (en ng/l)   |

### Mostres biològiques
En aquest cas, normalment es fa una extracció amb un solvent adequat (hexà o benzè) o per fluids supercrítics, un cleanup (normalment amb silica, alúmina o Florisil) i una quantificació per cromatografia de gasos. Cal extreure completament la mostra dels lípids on es pugui trobar per evitar interferències durant la determinació cromatogràfica. Cal extreure completament tots els congèneres per obtenir l'equivalència tòxica.

### Mostres ambientals
L'American Society for Testing and Materials (ASTM) ha estandarditzat uns quants mètodes per a aquest cas amb òptims límits de detecció. Hi ha mètodes que discriminen entre congèneres i n'hi ha que no.
Per a mostres atmosfèriques se solen fer servir filtres de fibra de vidre i trampes absorbents. Les mostres d'aigua potable se solen extreure amb solvents orgànics i determinades per cromatografia de gasos. En aquest cas, sovint és necessari fer un cleanup.
Les mostres en sediments s'extreuen pel mètode Soxhlet o per ultrasons i el cleanup per eliminació amb sulfurs.
Després d'una homogeneïtzació i un assecatge amb sulfat sòdic anhidre, es pot fer una determinació analítica de PCB en teixits animals fent-hi una extracció Soxhlet.

## Producció

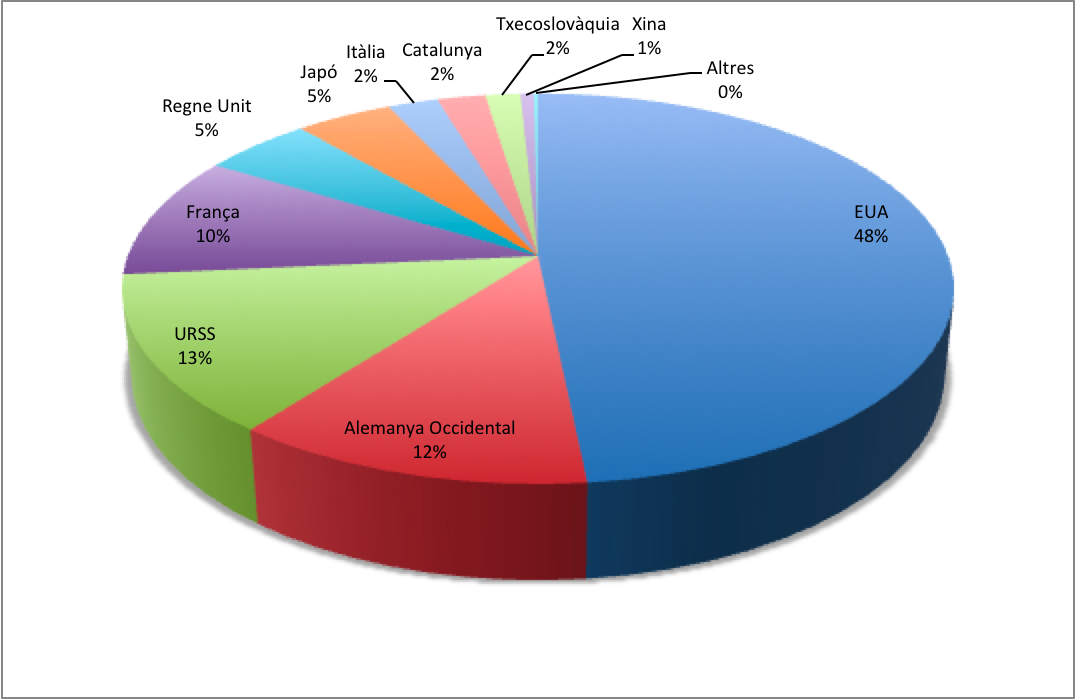
Percentatge de producció total per països durant el període 1930 - 1993

Des de 1930 fins a 1993 es van produir més d'1,3 milions de tones en diferents estats, inclosos alguns de l'Europa Oriental no integrants de l'OCDE, com ara Polònia o Alemanya Oriental, i que no estaven obligades a declarar les quantitats que produïen quinquennalment. A més, s'ha determinat que unes 29000 tones (un 2,2% de la producció mundial total) van ser sintetitzades pel productor químic català Cros SA durant el dit període sota llicència francesa a una planta de Flix (Ribera d'Ebre) amb els noms comercials Piraleno i Fenochlor. Els diversos productes sintetitzats eren catalogats segons el percentatge de clor que contenien (els dos darrers dígits de la marca comercial) i rebatejats amb diversos noms comercials. Tanmateix, aquests productes comercials no eren comprats pel seu percentatge de cloració, sinó per les seves característiques fisicoquímiques. El 1972 hi havia plantes de producció documentades a Alemanya Occidental, Alemanya Oriental, França, Regne Unit, Itàlia, el Japó, Catalunya, l'URSS, la Xina i els EUA. El fabricant més important era la nord-americana Monsanto amb el 98% de la producció anual. Altres indústries químiques importants eren l'alemanya Bayer, la francesa Prodelec i la soviètica Orgsteklo.
| Productor               | País            | Any d'inici de la producció | Any final de producció | Quantitat total produïda | % mundial |
| ----------------------- | --------------- | --------------------------- | ---------------------- | ------------------------ | --------- |
| Monsanto Company        | Estats Units    | 1930                        | 1977                   | 641 246                  | 48,4      |
| Bayer AG                | RFA             | 1930                        | 1983                   | 159 062                  | 12,0      |
| Orgsteklo               | Unió Soviètica  | 1939                        | 1993                   | 141 800                  | 10,7      |
| Prodelec SA             | França          | 1930                        | 1984                   | 134 654                  | 10,2      |
| Monsanto Company        | Regne Unit      | 1954                        | 1977                   | 66 542                   | 5,0       |
| Kanegafuchi             | Japó            | 1954                        | 1972                   | 56 326                   | 4,2       |
| Orgsintez               | Unió Soviètica  | 1972                        | 1993                   | 32 000                   | 2,4       |
| Caffaro                 | Itàlia          | 1958                        | 1983                   | 31 092                   | 2,3       |
| Cros SA                 | Catalunya       | 1955                        | 1984                   | 29 012                   | 2,2       |
| Chemko                  | Txecoslovàquia  | 1959                        | 1984                   | 21 482                   | 1,6       |
| Xi'an                   | R.P. de la Xina | 1960                        | 1979                   | 8 000                    | 0,6       |
| Mitsubishi              | Japó            | 1969                        | 1972                   | 2 461                    | 0,2       |
| Electrochemical Company | Polònia         | 1966                        | 1970                   | 1 000                    | <0,1      |
| Zaklady Azotowe         | Polònia         | 1974                        | 1977                   | 679                      | <0,1      |
| Geneva Industries       | Estats Units    | 1971                        | 1973                   | 454                      | <0,1      |
| Total                   | Món             | 1930                        | 1993                   | 1 325 810                | 100       |

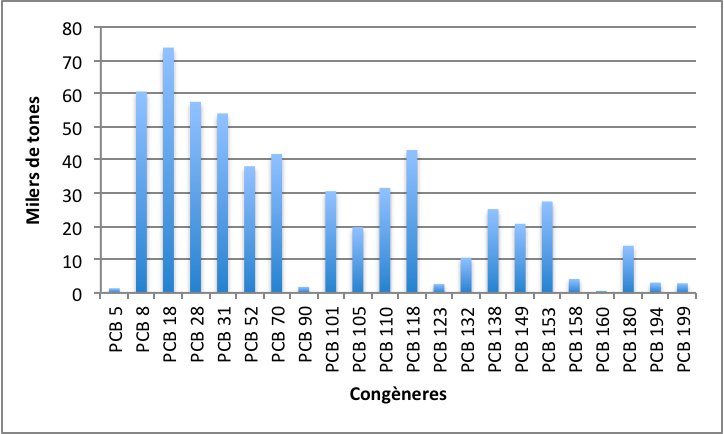
Producció global històrica d'alguns congèneres de PCB en milers de tones

Quant als homòlegs i congèneres produïts en cada producte comercial, aquests varien molt segons les determinacions analítiques. Tanmateix, la majoria (un 70% del total) eren tri, tetra i pentaclorobifenils. En el cas de la producció catalana, no disposam de dades fiables.
Després d'haver conegut els efectes nocius que tenen els PCB sobre la salut humana, alguns fabricants van començar a restringir la seva producció cap a l'any 1971 rebaixant els percentatges de cloració. Immediatament, alguns governs van limitar-ne l'ús i, finalment, els EUA, el major productor mundial, va prohibir-ne la fabricació el 1976. El Japó ho va fer el 1972, Alemanya Occidental el 1983, el Regne Unit el 1979 i els estats de l'Europa oriental cap a la meitat de la dècada de 1980. L'Estat espanyol ho va fer el 1986 amb la llei 20/1986 de 14 de maig, un any després que la Unió Europea aprovés la directiva 85/467 on prohibia aquests compostos. Oficialment, Cros SA va deixar de produir PCB el 1984, però el 1986 es va denunciar que la planta de Flix seguia produint aquests productes i exportant-los a l'URSS malgrat les restriccions, cosa que finalment va ser reconeguda oficialment per l'empresa. Fets similars van ser denunciats en altres països europeus durant la mateixa època. Malgrat l'aturada de la producció mundial de PCB, aquests compostos continuen sent detectats al medi ambient i se segueixen acumulant en teixits vius, fins al punt que alguns estats han restringit el consum de carn provinent d'algunes regions.
| Estat           | Any  |
| --------------- | ---- |
| Estats Units    | 1976 |
| Japó            | 1972 |
| RFA             | 1983 |
| Regne Unit      | 1979 |
| Espanya         | 1986 |
| Unió Europea    | 1985 |
| R.P. de la Xina | 1983 |

Molts dels estats fabricants van ser grans exportadors de PCB des dels inicis de la producció. Els valors estan entre l'11% de mitjana dels estats de l'OCDE, el 50% de Txecoslovàquia i el 90% d'Alemanya Occidental. Es pensa que aquestes van tenir un progressió lineal amb el temps, si bé van augmentar exponencialment durant els darrers anys de producció. Els principals compradors de PCB eren no fabricants o deficitaris en la seva producció la Xina, l'URSS, el Canadà, Corea del Sud, Algèria, Nova Zelanda i els estats de l'Europa oriental en proporció al seu PIB.

## Consum

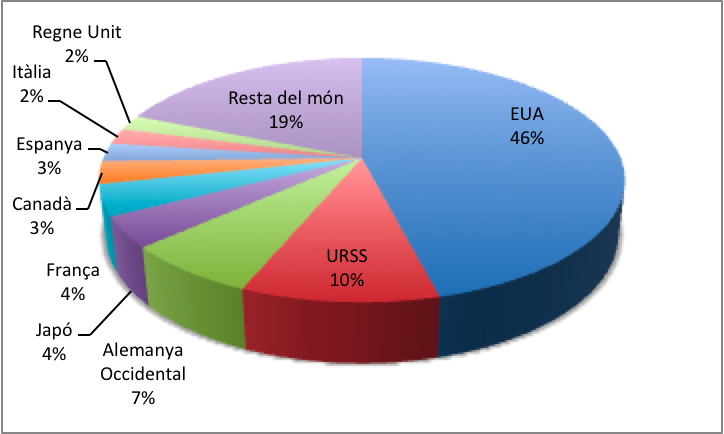
Principals estats consumidors de PCB

Quant a estats consumidors, la llista estaria encapçalada pels EUA, amb un 46% del consum global històric. Aquests estarien seguits pel Japó, el Canadà i diversos estats europeus. Tanmateix, aquestes dates són imprecises perquè es basen completament en càlculs teòrics que prenen el PIB com a referència.
Si s'estableix com a base la densitat de població, s'arriba a la conclusió que el 97% dels PCB van ser consumits a l'hemisferi nord. Aquest fet podria estar lligat a l'ús massiu d'equipaments elèctrics.
Si s'analitza la variació del consum al llarg del temps, s'observa que el punt àlgid es troba cap als anys 1960. Durant els anys 1980 i 1990 l'única consumidora va ser la Unió Soviètica. Aquests fets no impliquen de cada manera que el perill dels PCB pel medi ambient hagi disminuït.

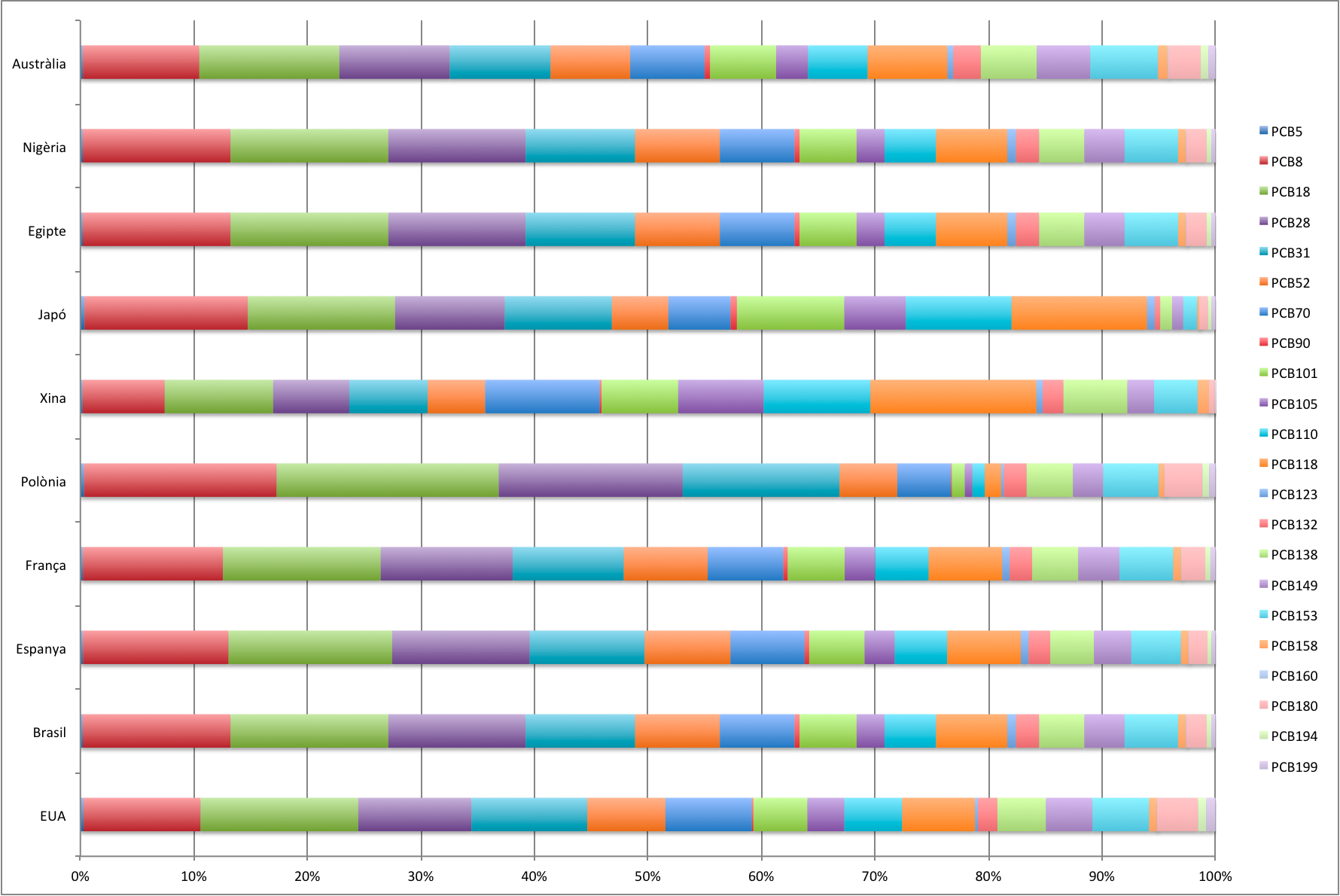
Percentatge de consum d'alguns congèneres de PCB en determinats estats

L'ús dels diversos congèneres varia segons la regió i l'època estudiades.

## Emissions

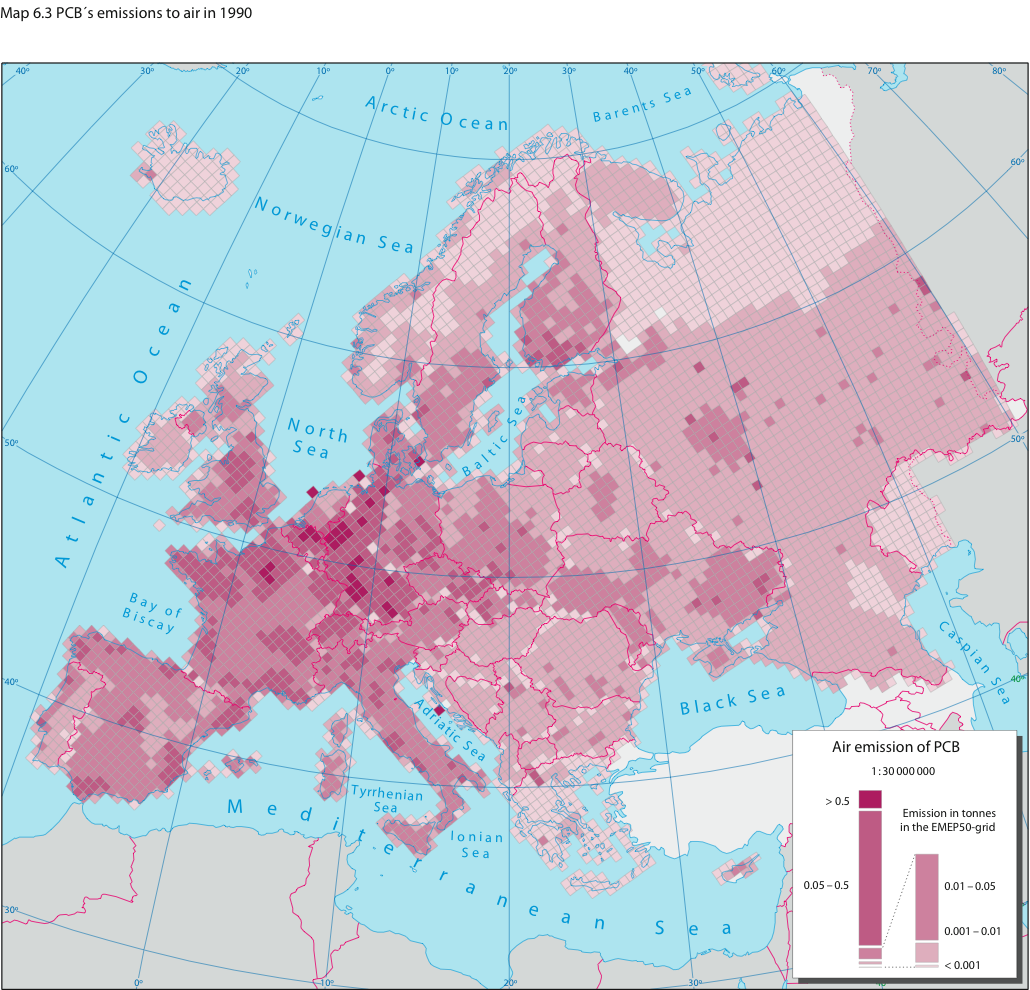
Emissions de PCB a l'atmosfera a Europa el 1990

Hi ha cinc fonts principals d'emissió de PCB a l'ambient, totes elles antropogèniques: la producció industrial, l'ús de productes que contenen PCB, la manipulació, l'emissió incontrolada des de fonts pol·luïdes i els processos tèrmics.

Cicle dels PCB

Actualment, es considera que la font més important d'emissió són els aparells elèctrics que contenen PCB llençats de manera incontrolada als abocadors (un 90% del total d'emissions), així com els materials contaminats per aquestes substàncies (pintures, recicladores de paper, lubricants, extintors antiincendis, etc.), la incineració i de l'evaporació d'aigües contaminades. També cal tenir en compte les emissions accidentals (per exemple, durant incendis o vessaments), si bé la seva importància és molt difícil de quantificar, i les produïdes en indústries que fan servir aquests productes (plantes elèctriques, fàbriques de condensadors, etc.). Igualment, cal tenir en compte les emissions secundàries (re-volatilitzacions), que aniran adquirint major importància a mesura que abaixin les primàries. De tot plegat, es pot concloure que existeix un cicle de PCB on hi intervenen els residus presents al sòl, l'aire i l'aigua (on es poden degradar fotoquímicament) que pot fer que aquests arribin, mitjançant transport per vent o corrents marins i deposició per diferents mètodes físics mitjançant gotes contaminades amb partícules dels compostos, a regions molt llunyanes de les fonts d'emissió, fins al punt que avui en dia aquests es troben presents sedimentats arreu del món, fins i tot en regions despoblades. Tot plegat, està agreujat per la sobrepoblació humana. Malgrat tot, les concentracions més altes sempre corresponen a regions industrials que en el seu dia els produïren, sobretot en recintes tancats, i es va reduint considerablement a mesura que s'allunya d'elles. Tot això fa que les emissions de PCB siguin majors que altres substàncies similars amb fonts de menor importància com ara els PCDD i els PCDF. Els PCB estan presents a la natura en forma de partícules, sistemes col·loïdals, dissolucions, sediments al mar o vapors.
Per tal de lligar consum amb emissions, s'han desenvolupat models dinàmics de balanços de masses basats en les propietats fisicoquímiques dels diferents congèneres. També s'ha desenvolupat el càlcul de factors d'emissió lligats a l'activitat de les emissions, el que els fa poc representatius si es vol fer un estudi global.

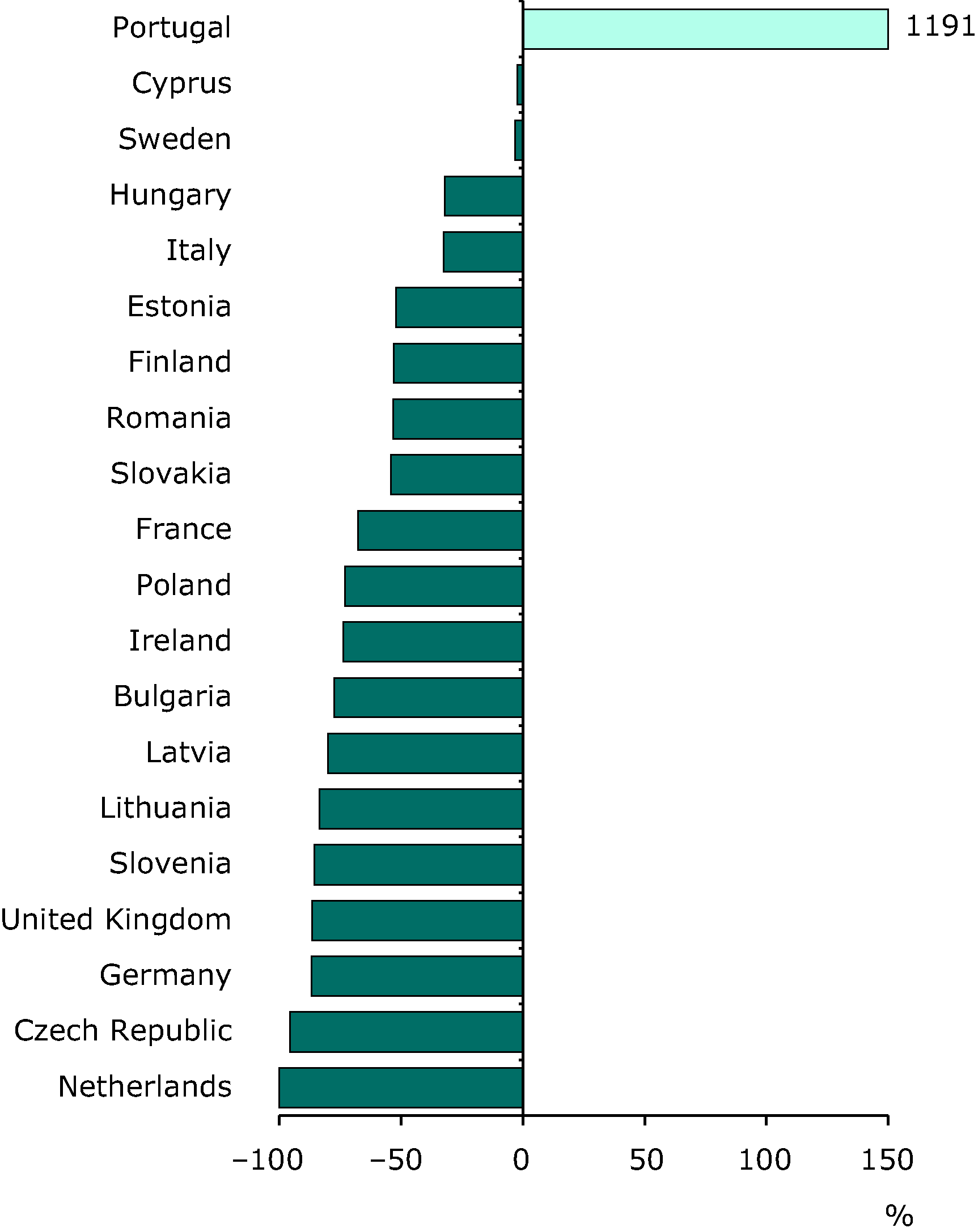
Evolució de les emissions de PCB a la CEE durant el període 1990-2009

És difícil quantificar l'evolució temporal de les emissions de PCB a causa de les incerteses (manca de dades, sobretot pel període 1930-1979) en els càlculs dels balanços de masses i de les emissions secundàries. Tanmateix, s'ha calculat que la concentració atmosfèrica de PCB l'any 2005 era entre el 6 i l'11% de la dels anys 1970. Es pensa que aquesta davallada temporal dels nivells de PCB a l'atmosfera es deu a una baixada de les emissions primàries. És pràcticament impossible preveure la concentració atmosfèrica de PCB per a les properes dècades, però s'estima que aquestes continuaran especialment en aquells territoris que abandonaren el seu ús més tard, ja que no disposam de prou dades quantitatives. A més, cal tenir en compte que s'ha calculat que l'any 2005 només s'havien emitit l'11,8% de la producció històrica total de PCB.
| Estat    | Concentració                                           |
| -------- | ------------------------------------------------------ |
| Canadà   | 0,002-0,07                                             |
| Alemanya | 3,3 (regions industrialitzades)-0,003 (regions rurals) |
| Japó     | 0,1-0,3                                                |
| Suècia   | 0,8-0,9                                                |

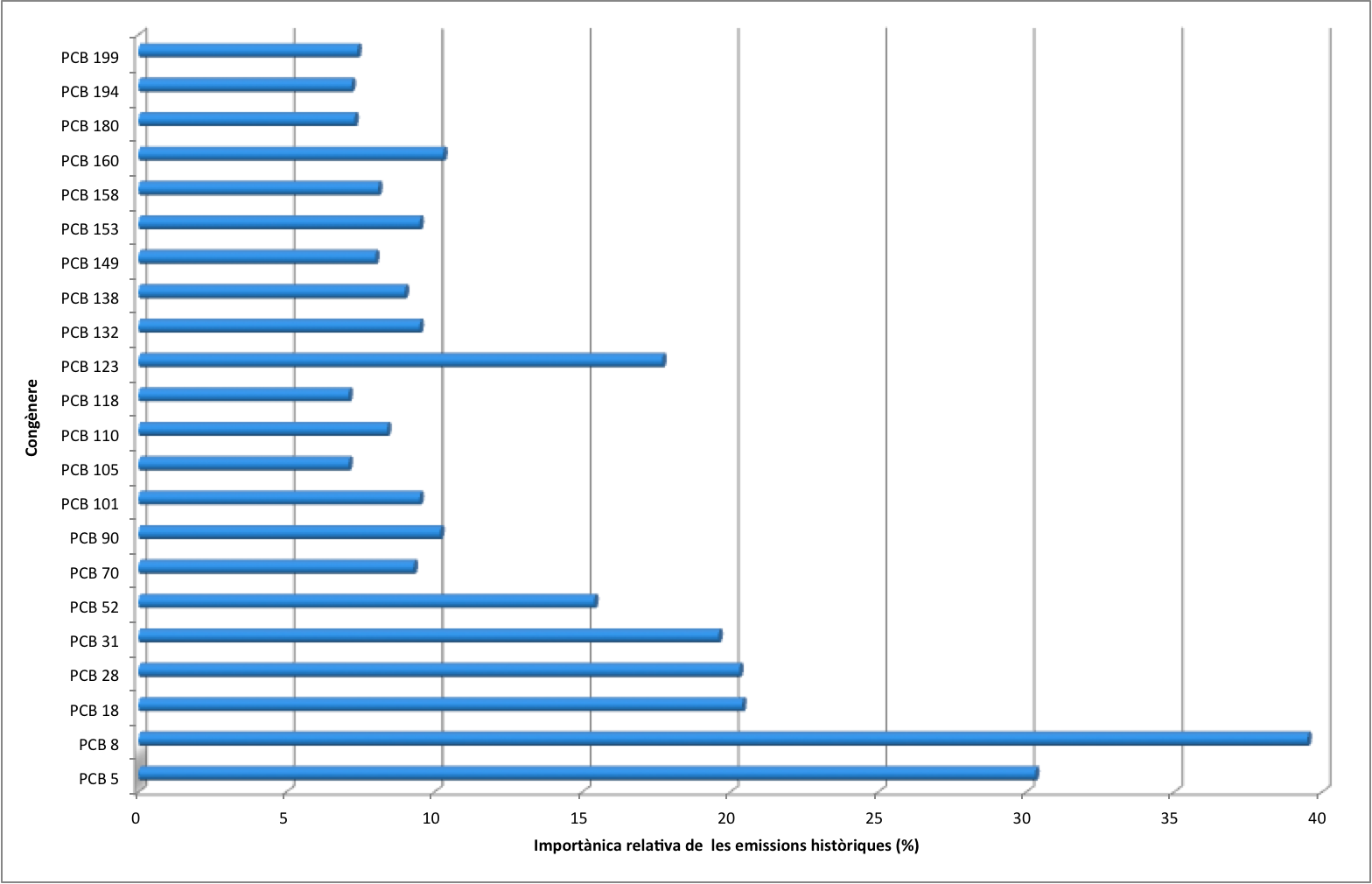
Importància relativa (%) de les emissions històriques per a alguns congèneres de PCB (estimació alta)

Pel que fa a l'emissió dels diferents congèneres, aquesta disminueix la seva importància a mesura que augmenta la cloració, segurament pel fet que aquests van ser els primers a deixar-se de produir industrialment. S'ha observat una certa gradació pel grau de cloració a la deposició: a menor grau de cloració, més lluny són transportats.
| Nombre de clorurs | Regió terrestre         |
| ----------------- | ----------------------- |
| 0-1               | Atmosfera               |
| 2-4               | Regions polars          |
| 5-8               | latituds mitjanes       |
| 9-10              | Font primària d'emissió |

La deposició està controlada per mecanismes d'especiació química i està controlada per la velocitat d'enganxament de les partícules a les gotes de precipitació, pel flux d'aquest i la concentració atmosfèrica de partícules. A l'atmosfera, la partició entre la fase gasosa i les partícules depèn de la quantitat de superfície disponible, el tipus de partícula, la temperatura i la pressió de vapor.
Les emissions augmenten amb la temperatura, ja que amb aquesta variable també augmenta l'evaporació de les aigües contaminades.
Els PCB emesos són més tòxics que els comercials.

## Biodegradació

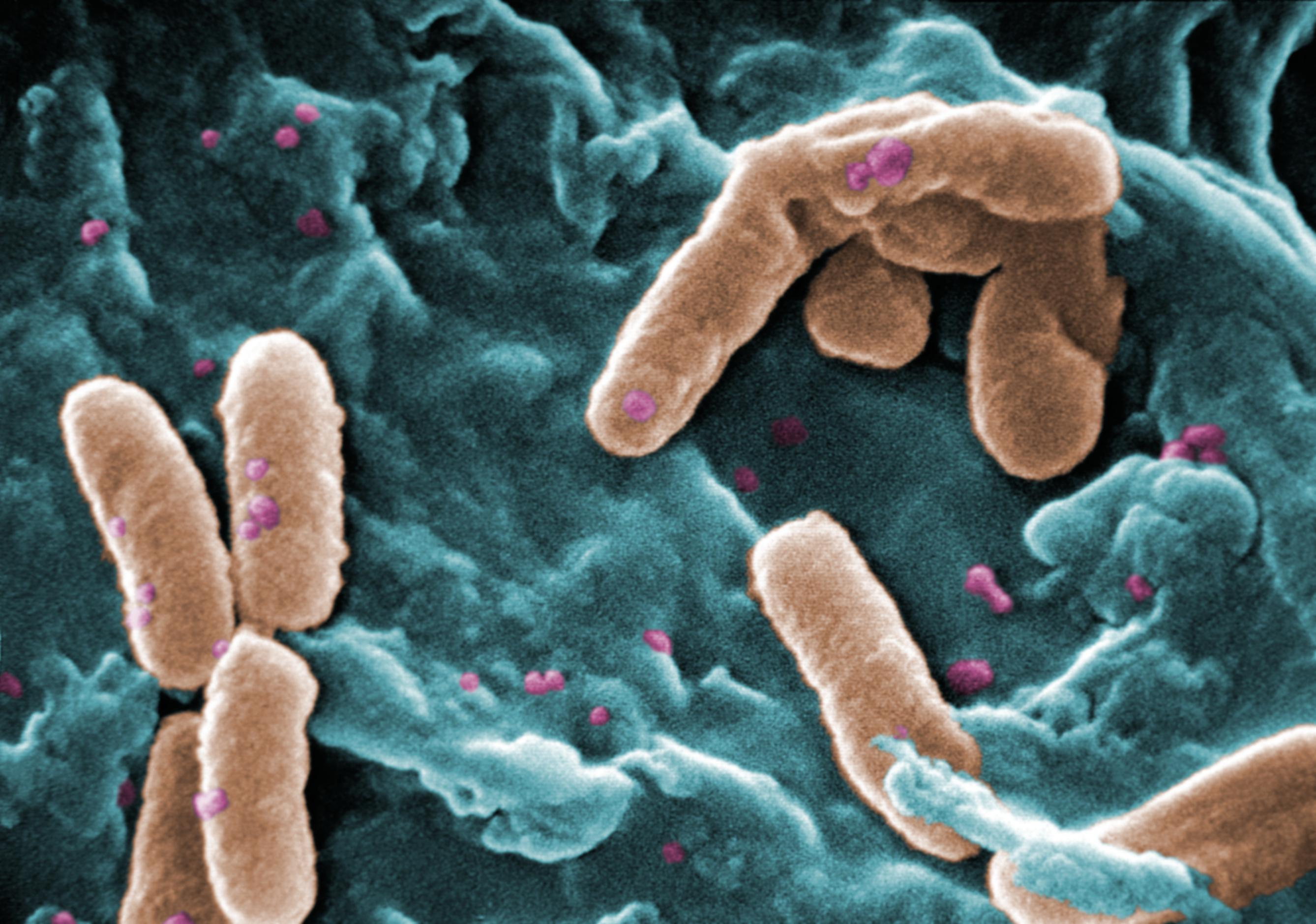
Imatge obtinguda amb el microscopi electrònic de rastreig de Pseudomonas, un dels bacteris que biodegraden els PCB

Hi ha clares evidències que els PCB es poden biodegradar tant aeròbicament com anaeròbicament, si bé el procés és lent (encara que depèn del grau de cloració, de la concentració, de la configuració del congènere, l'espècie bacteriana, la població, els nutrients disponibles i la temperatura). Sovint, sobretot en medis aquàtics, aquests processos es duen a terme simultàniament. Aquests processos intervenen positivament en la reducció del perill a l'exposició als PCB, pel que s'han intentat fer servir industrialment per a eliminar-los.

### Biodegradació aeròbica
Molts microorganismes fan servir els PCB com a substrat de creixement. Entre ells es troben Acinetobacter, Achromobacter, Bacillus brevis, Acetobacter, Alcaligenes, Moraxella, Rhodococcus, Pleurotus ostreatus i Pseudomonas. Aquest procés sol tenir lloc en dues etapes, les rutes superior i inferior. La ruta superior es caracteritza per la desestabilització del compost aromàtic, mentre que l'inferior aprofita els productes de la primera per a sintetitzar intermedis com ara l'acetil-CoA. Tenint en compte el gran nombre de congèneres existents, calen un gran nombre d'enzims per a una biodegradació completa. L'etapa inicial implica l'addició d'oxigen per una dioxigenasa i s'acaba fent una decloració oxidativa i una deshalogenació hidrolítica. Els productes finals són diòxid de carboni, clor i aigua. D'aquesta manera, els PCB es poden transformar en biomassa. Es tracta d'un procés molt similar al d'altres compostos aromàtics, com ara el toluè.

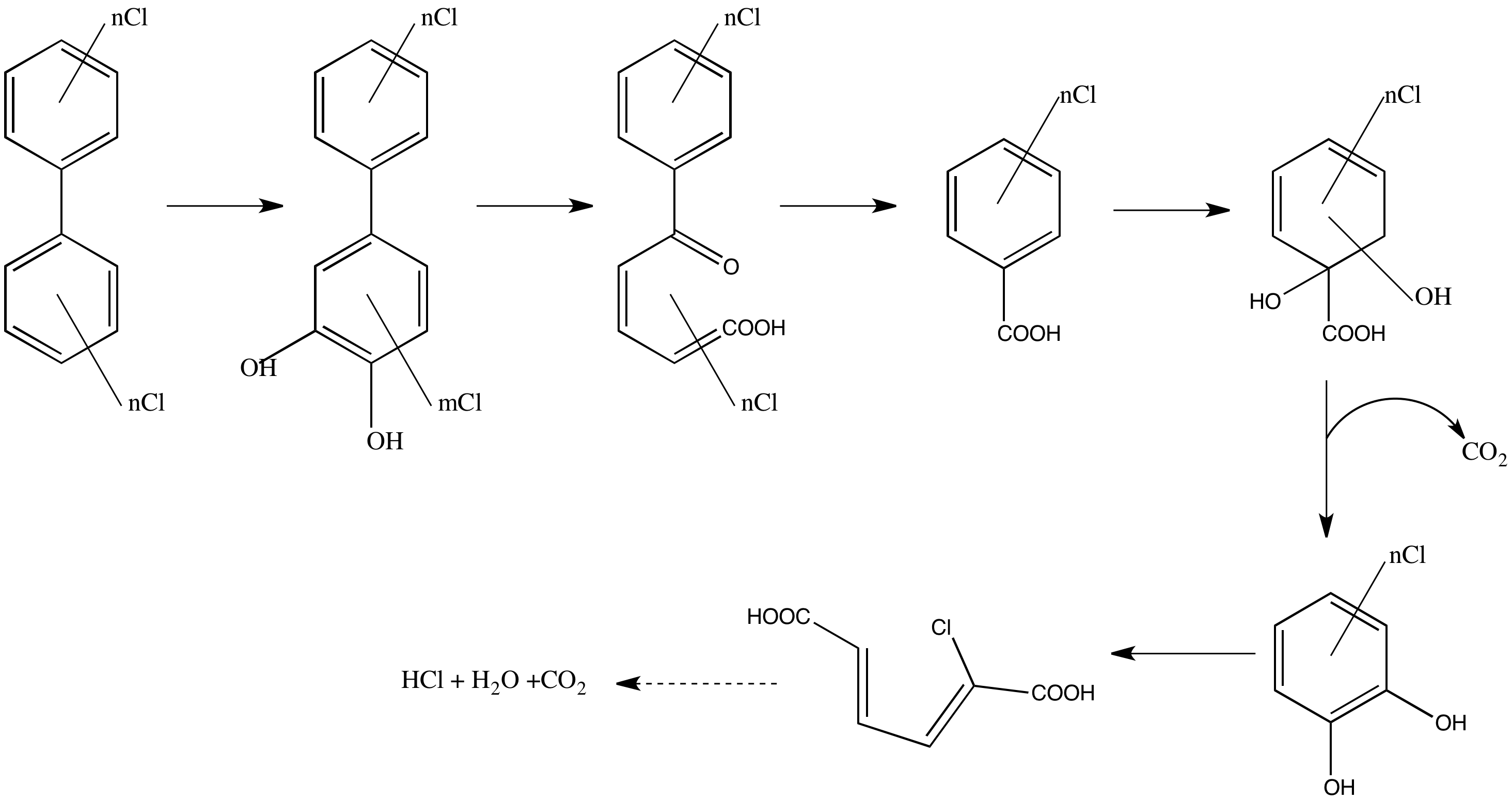
Biodegradació aeròbica dels PCB

Normalment, només són biodegradables aeròbicament els congèneres de menor grau de cloració, i es degraden primer els anells aromàtics menys clorats. Per a una biodegradació òptima, cal que el PCB sigui l'única font de carboni disponible. També cal tenir en compte que aquesta depèn de la configuració del congènere. Se sap, a més, que els enzims responsables de la biodegradació són codificats per quatre gens diferents anomenats bphA, bphB, bphC i bphD.

### Biodegradació anaeròbica
En contextos anaeròbics, els PCB es poden biodegradar mitjançant decloració reductiva generant mono- i diclorobifenils que són posteriorment biodegradats aeròbicament. La configuració del congènere és la que determina el producte final.

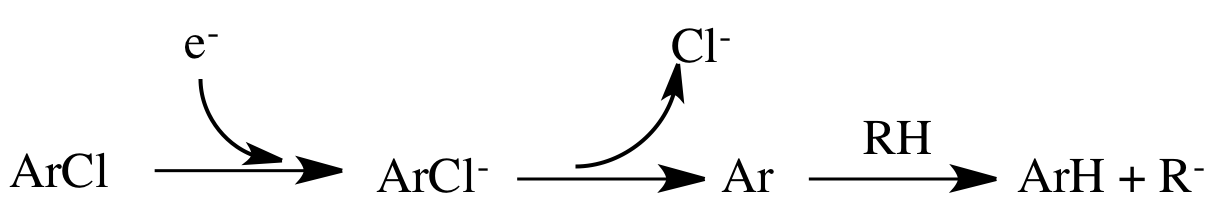
Biodegradació anaeròbica dels PCB

La biodegradació anaeròbica depèn de diferents factors com ara la disponibilitat electrònica, la presència de co-contaminants, el nivell redox, la temperatura, el pH del medi, la salinitat, la presència d'inhibidors o la disponibilitat de nutrients. La velocitat òptima de decloració es troba en una concentració d'entre 100 i 1.000 ppm. La biodegradació anaeròbica sol ocórrer en condicions metanogèniques, i es veu inhibida per la presència de sulfats, ja que aquests tenen una major afinitat electrònica.

## Incineració

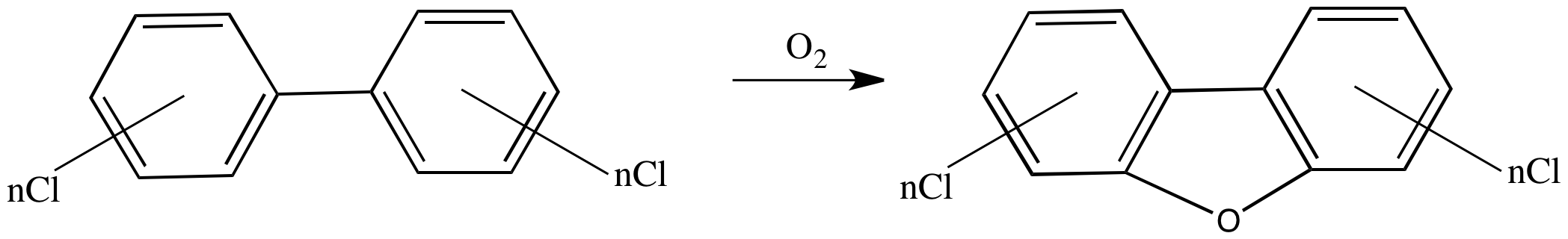
Piròlisi dels PCB, reacció perillosa que pot tenir lloc durant la incineració d'aquests compostos

La incineració en metà o oxigen és el procés de destrucció de PCB més important, si bé es tracta d'un procés car i difícil per la seva estabilitat química. Els productes finals són clor, clorhídric, aigua i monòxid de carboni. En presència d'oxigen, els PCB poden generar dioxines i furans altament tòxics, si bé en rendiments no superiors al 0,2%. També és important evitar la dispersió. L'eficiència, que està en funció del temps de residència, la temperatura, la turbulència i la concentració d'oxigen, és del 99,9999%.

## Fotòlisi
La fotòlisi amb raigs UV amb hidroxils, radical nitrat o ozó és el procés químic més important que pateixen els PCB a l'atmosfera i a l'aigua. Els temps de vida mitjana depenen del grau de cloració, la situació espacial del congènere i la temperatura. Amb aquest procés s'estima que es destrueixen 8300 tones l'any.
| Homòleg            | Temps de vida mitjana (en dies) |
| ------------------ | ------------------------------- |
| Monoclorodifenils  | 5-11                            |
| Diclorodifenils    | 8-17                            |
| Triclorodifenils   | 14-30                           |
| Tetraclorodifenils | 25-60                           |
| Pentaclorodifenils | 60-120                          |
| Hexaclorodifenils  | 75                              |

La decloració comença per l'anell més clorat.

## Grau de toxicitat
Com que els PCB es troben escampats pel medi ambient, s'ha definit el concepte de factor d'equivalència tòxica (TEF) per tal de controlar el seu grau de toxicitat envers la salut humana. Per tal de donar un TEF concret a un congènere, s'avaluen mitjançant estudis in vivo i in vitro el seu grau d'afinitat amb el receptor cel·lular aril-hidrocarboni i la seva persistència a la cadena alimentària. També s'han tengut en compte els efectes combinats de diferents congèneres. Així doncs, l'Organització Mundial de la Salut ha donat un nombre de TEF a cada congènere que compleix aquests requisits:
| Congènere | TEF humana | TEF per ocells | TEF per peixos |
| --------- | ---------- | -------------- | -------------- |
| PCB 77    | 0,0005     | 0,1            | 0,0005         |
| PCB 81    |            | 0,05           | 0,0001         |
| PCB 126   | 0,1        | 0,1            | 0,005          |
| PCB 169   | 0,01       | 0,0005         | 0,00005        |
| PCB 105   | 0,0001     | 0,0001         | <0,000005      |
| PCB 114   | 0,0005     | 0,0001         | <0,000005      |
| PCB 118   | 0,0001     | 0,00001        | <0,000005      |
| PCB 123   | 0,0001     | 0,00001        | <0,000005      |
| PCB 156   | 0,0005     | 0,0001         | <0,000005      |
| PCB 157   | 0,0005     | 0,0001         | <0,000005      |
| PCB 167   | 0,00001    | 0,00001        | <0,000005      |
| PCB 189   | 0,0001     | 0,00001        | <0,000005      |
| PCB 170   | 0,0001     | 0              | 0              |
| PCB 180   | 0,00001    | 0              | 0              |

Malgrat tot, aquesta relació no és completa i només té en compte la ingestió com a via d'exposició per a l'organisme. Tampoc hi ha un consens internacional sobre aquest tema. L'OMS actualitza els TEF cada dos anys.
Els TEF poden ser transformats en equivalents tòxics (TEQ) multiplicant el número de congènere pel seu TEF.

## Exposició en humans

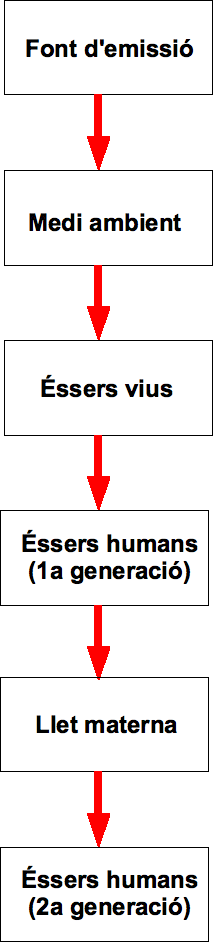
Bioacumulació de PCB

Per mor de la contaminació atmosfèrica (s'inhalen uns 100ng de PCB diaris), de l'ús d'electrodomèstics d'una antiguitat major a trenta anys, el consum d'aliments o aigua contaminada (via per la que entra un 90% de la quantitat de PCB present a l'organisme) i de la seva alta estabilitat química, els éssers humans estan altament exposats als PCB. Aproximadament el 90% els PCB ingerits són absorbits per l'organisme. Les tres vies principals d'exposició són l'ambiental, l'ocupacional i l'accidental. Molt sovint es poden detectar en teixits humans (sobretot a l'adipós a conseqüència de la seva lipofília). Concretament, de mitjana un ésser humà sol tenir acumulats entre 2 i 10 ppb a la sang i entre 0,5 i 1,5 ppb al teixit adipós. A Catalunya, entre el 80 i el 100% de la població podria tenir acumulats PCB dintre del seu organisme. Malgrat això, es calcula que entre els anys 1978 i 1991 la ingesta mitjana de PCB pels éssers humans va passar d'1,9 a 0,7 ng. A major grau de cloració, majors són les possibilitats que els PCB accedeixin a l'organisme. El major risc d'exposició correspon a aquelles persones residents a regions altament contaminades o que manipulen productes que contenen aquests compostos. Els nens són especialment sensibles a aquesta contaminació, ja que el seu pes escàs no els permet tolerar grans quantitats de producte (malgrat que de mitjana solin tenir una concentració menor de PCB en els seus teixits) i no tenen un sistema metabòlic prou desenvolupat. En aquest darrer cas, s'han detectat casos de greus malformacions físiques per culpa d'exposicions a dosis excessives de PCB (menor pes, dèficit de creixement, falta de psicomotricitat, etc.). També hi ha gent que, per motius genètics, són especialment susceptibles a l'exposició a PCB.

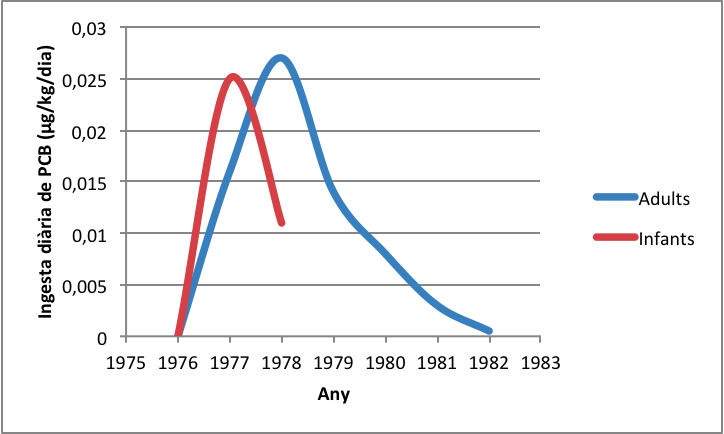
Evolució de la ingestió diària de PCB per a adults i infants durant el període 1976-1982

L'exposició a dosis elevades als PCB pot provocar efectes malignes crònics i cancerígens a llarg termini, com ara acne, malalties respiratòries, irritacions oculars, erupcions cutànies, melanoma, úlceres, fatiga crònica, anèmia, malalties hepàtiques, malalties cardiovasculars, rigidesa articular, problemes de fertilitat masculina i femenina. càncer de tiroides, càncer cerebral, càncer de pit, depressions, porfíria, disrupció endocrina, coma i fins i tot causar la mort.
Es desconeixen els efectes dels PCB en nounats, si bé aquests poden entrar en el seu organisme per la placenta de la mare o bé a través de la llet materna (uns 2,4μg diaris). Tanmateix com que la presència de PCB en teixits humans sol anar acompanyada de dibenzofurans policlorats, molt contaminants, en proporcions similars, no se sap fins a quin punt els dos compostos tenen un paper en aquests efectes. A més, no se sap exactament quines són les dosis tòxiques, però sí que són més tòxics per via cutània que no pas per via oral.
Alguns investigadors han avisat sobre possibles trastorns neuronals que afectarien negativament el desenvolupament mental dels menors, però aquest punt no s'ha pogut confirmar.
Per tal de comprovar els efectes nocius que tenen els PCB sobre els humans, es fan proves amb animals, tant in vitro com in vivo, especialment amb rates i micos. Igualment, s'han desenvolupat assajos clínics per comprovar el nivell de PCB en teixits humans, sang i llet materna. Així i tot, cal tenir en compte les diferències inter-espècies i inter-racials.

## Exposició en animals
Estudiar els efectes del PCB sobre animals, especialment sobre aquells que estan en estat salvatge, pot servir per entendre i prevenir possibles mals que poden tenir aquests compostos sobre els éssers humans (centinel·les biològics). Els efectes que poden tenir els PCB sobre ells és molt variat.
Els estudis científics no han demostrat que hi hagi una correlació entre l'exposició dels éssers vius al PCB i trastorns com ara la mort, problemes de fertilitat, malalties gastrointestinals, esquelètiques, immunològiques o malalties respiratòries. En canvi, n'hi ha alguns estudis que demostren una relació entre el contracte amb PCB i algunes alteracions oculars, càncer, diarrea, deshidratació, coma i malalties cardiovasculars, hepatològiques, cutànies, endocrines, i hematològiques, com ara la disrupció de la funció de la barrera endotelial, l'acne, edemes, alopècia, fol·liculitis, i l'anèmia, si bé no s'ha determinat fins a quin punt el contacte amb el PCB hi va influir. També hi ha estudis sobre els canvis als neurotransmissors que podrien dur a terme alguns congèneres de PCB. A més, s'ha informat d'alguna probabilitat que el PCB pugui ser responsable d'alguns trastorns renals i d'hiperactivitat, encara sense confirmar. Moltes de les troballes s'han fet utilitzant productes comercials amb impureses que poden haver afectat el resultat. Com en el cas de les malalties humanes, no s'han pogut determinar quines són les dosis tòxiques.
|                             | Primats | Mustèl·lids | Cetacis | Gal·liformes | Tortugues | Granotes | Peixos de riu | Peixos marins |
| --------------------------- | ------- | ----------- | ------- | ------------ | --------- | -------- | ------------- | ------------- |
| Mortalitat                  | X       | X           |         | X            |           | X        | X             | X             |
| Malalties respiratòries     |         | X           |         | X            |           |          |               | X             |
| Malalties cardiovasculars   |         | X           | X       | X            |           |          |               |               |
| Malalties gastrointestinals | X       | X           | X       | X            |           |          |               |               |
| Malalties hematològiques    |         | X           |         |              |           |          | X             |               |
| Malalties esquelètiques     |         |             |         | X            |           |          | X             |               |
| Malalties hepàtiques        | X       | X           |         | X            |           |          | X             | X             |
| Malalties renals            |         | X           | X       | X            |           |          |               | X             |
| Malalties endocrines        | X       | X           | X       | X            |           |          | X             | X             |
| Malalties cutànies          | X       | X           | X       |              |           |          | X             |               |
| Pèrdua de pes               | X       | X           |         | X            |           |          | X             |               |
| Metabolisme                 |         | X           |         |              |           | X        | X             |               |
| Inducció enzimàtica         |         | X           |         | X            |           |          | X             | X             |
| Malalties immunològiques    | X       | X           | X       | X            | X         |          | X             | X             |
| Problemes neuronals         | X       | X           | X       |              |           |          | X             | X             |
| Problemes de fertilitat     | X       | X           | X       | X            | X         |          | X             | X             |
| Dèficits de desenvolupament | X       | X           |         | X            | X         | X        | X             | X             |

Els PCB poden passar, d'una manera molt semblant al cas dels humans, de mares a fills a través de la placenta i la llet materna amb efectes similars. També com en el cas humà, les cries de mamífers poden patir deficiències mentals si les seves mares han estat exposades a PCB durant l'embaràs.
Alguns mamífers han perdut pes després d'inhalar aire contaminat amb PCB o menjar productes contaminats amb aquest tipus de substància.

## Metabolisme dels animals superiors

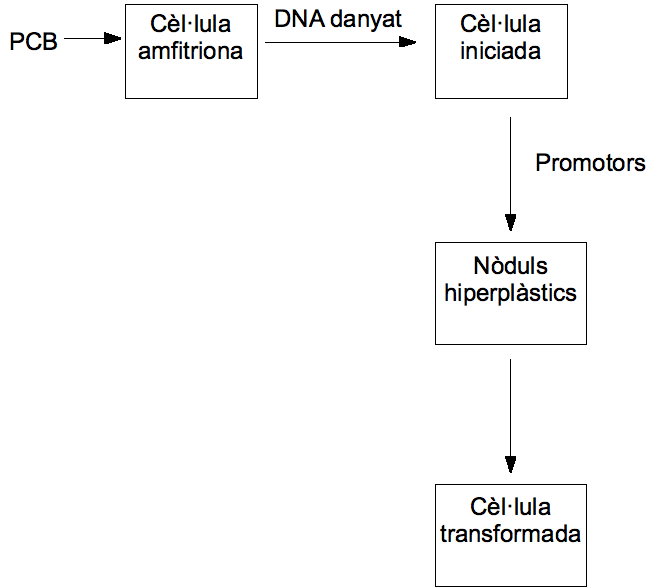
Mecanisme de carcinogènesi induïda pel PCB

Els mecanismes metabòlics dels bifenils policlorats són molt similars als de les dioxines. La lipofília dels bifenils policlorats permet que aquests compostos siguin absorbits pel sistema digestiu i el respiratori (si bé no es coneixen amb exactitud els mecanismes d'absorció) i distribuïts entre tots els teixits. Les lipoproteïnes són les encarregades de transportar els PCB pel torrent sanguini. Al fetge, els PCB són metabolitzats pel citocrom P450, les hidroxilases, l'àcid aminolaevulínic sintasa, les diaforases, les glucofeniltransferases, les aldehid deshidrogenases, les ornitina descarboxilases i pel receptor aril-hidrocarboni per donar compostos menys lipofílics mitjançant oxidació. També poden inhibir alguns. enzims, com ara les topoisomerases i reaccionar amb glutationa i DNA (motiu del seu caràcter cancerigen), així com la síntesi de vitamina A. Igualment, l'organisme també pot dur a terme processos fotoquímics. Aquest procés depèn del grau de cloració dels compostos. A més, els PCB es poden associar amb molècules de dimetilsulfòxid. De la mateixa manera que aquests compostos són capaços d'entrar a l'organisme, poden sortir-ne (especialment per via fecal -compostos altament clorats- i urinària -compostos poc clorats i metabolitzats), el que genera un estat estacionari. Malgrat tot, els temps de vida mitjana són menors en infants que en adults, si bé varien segons els diferents congèneres.

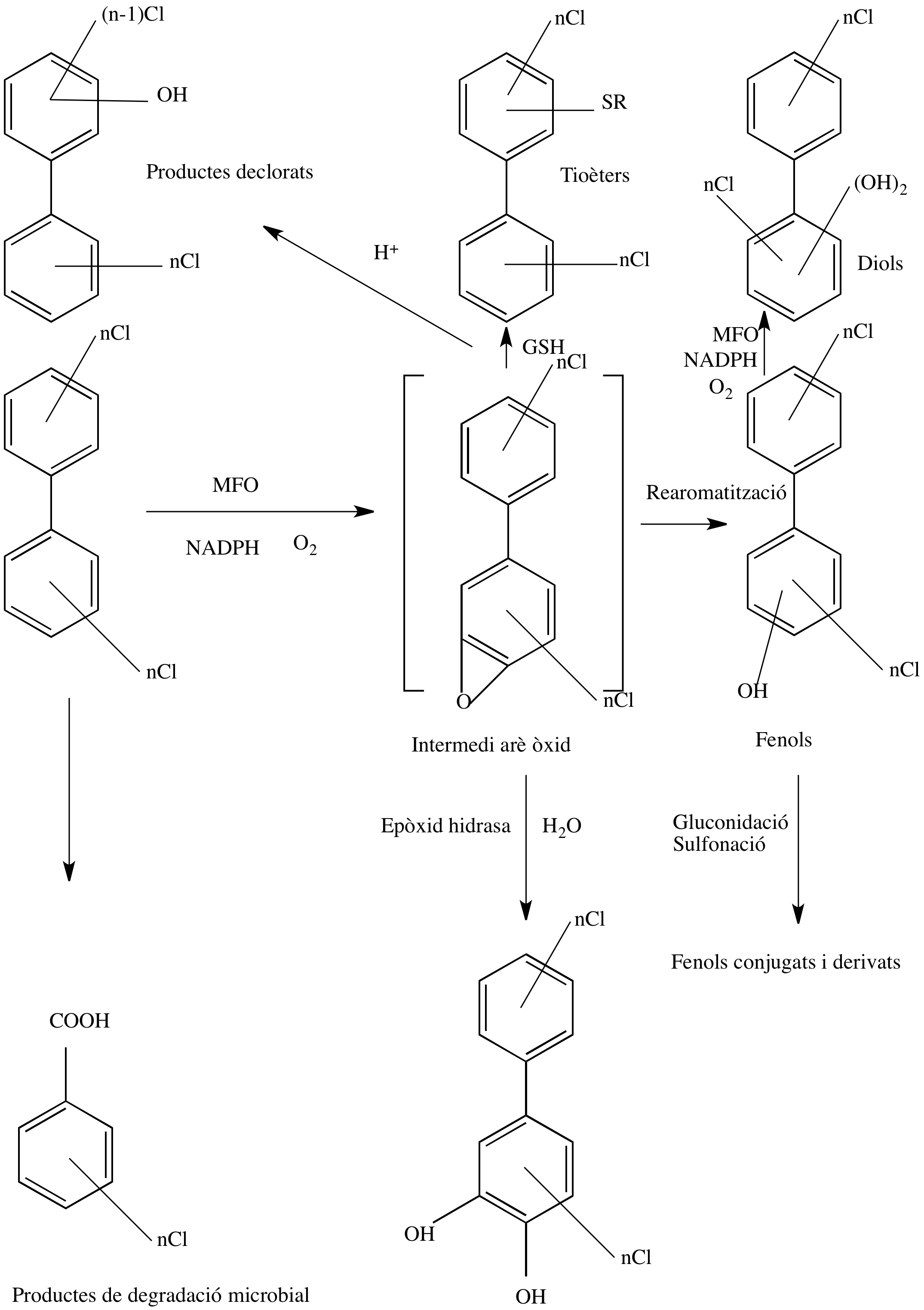
Rutes metabòliques del PCB

Durant aquest procés, com que aquestes molècules no solen ser reactives, els metabòlits produïts són principalment productes hidroxilats. També se n'han identificat de sulfonats i èters. La posició dels clorurs influeix enorement en la constitució dels metabòlits finals.

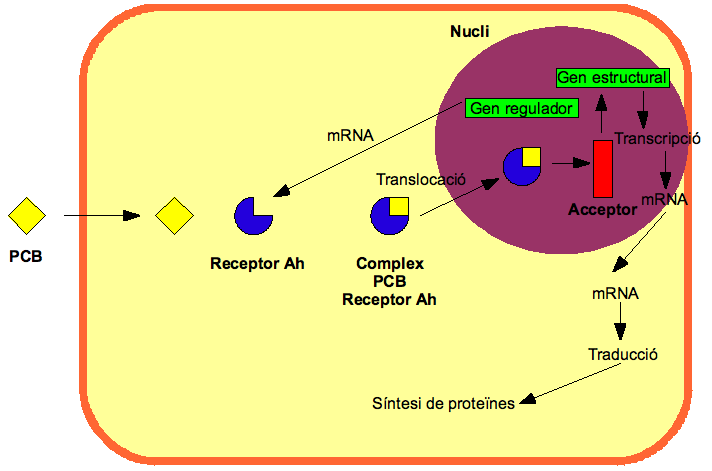
Mecanisme d'acció proposat pel PCB

Tant en animals com en vegetals com en persones les rutes metabòliques són similars, però s'ha observat un alentiment d'aquestes en el darrer cas.

## Descontaminació

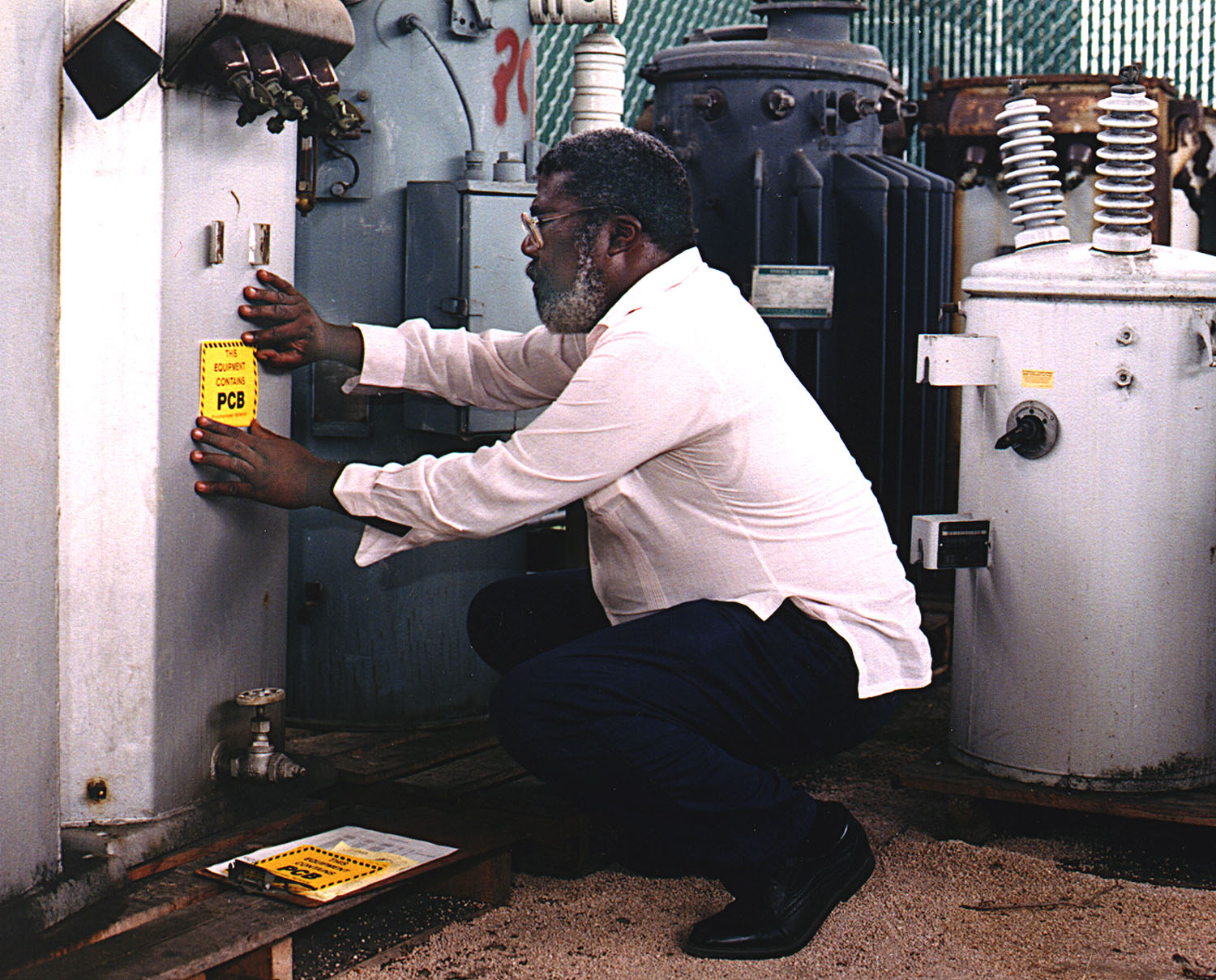
Senyalització d'un transformador que conté PCB

S'entén per descontaminació totes aquelles operacions que permeten que aquells productes o residus (que encara se'n generen) que continguin PCB siguin utilitzats amb seguretat. S'han de complir les següents condicions:
- La concentració final de PCB no pot ser mai superior a 50 ppm, tal com quedà establert a l'acord d'Estocolm sobre contaminants orgànics persistents[59]
- La descontaminació ha de ser verificada amb dues anàlisis químiques estandarditzades (normes UNE-EN 61619 per a líquids aïllants i 12766 per a productes petroliers i olis usats) fetes per laboratoris acreditats davant l'Entitat Nacional d'Acreditació (ENAC Arxivat 2018-09-09 a Wayback Machine.) per a l'anàlisi de PCB, una immediatament després del procés de descontaminació i una altra l'any següent
- El fluid de substitució no pot contenir PCB ni ser perillós pel medi ambient
- La substitució no pot ser un obstacle per a l'eliminació posterior dels PCB
- Cal indicar adequadament que el producte ha estat descontaminat i caldrà fer un inventari anual de tots aquells que tenguin una capacitat superior a un litre i concentracions superiors a 50 ppm segons el que disposa el Reial Decret 228/2006 del 24 de febrer que després serà enviat al Govern d'Espanya, fet que ha estat incomplert sistemàticament per les Illes Balears[15][120][121]

| País            | Quantitat conservada |
| --------------- | -------------------- |
| Canadà          | 22 150               |
| Finlàndia       | 300                  |
| Alemanya        | 23 000               |
| Japó            | 0,04                 |
| Corea del Sud   | 38                   |
| Mèxic           | 7 100                |
| Rússia          | 12 780               |
| Eslovàquia      | 2 791                |
| Suïssa          | 2                    |
| Països Catalans | 9 635                |

Per tot plegat, cal destruir els dipòsits que contenen el material contaminat abans que l'aparell pugui tornar a ser emprat. Identificar els aparells que contenen PCB pot arribar a ser complicat, ja que no es recomana obrir-los. A tals efectes, se solen fer proves de densitat o de presència de clorurs (només en casos dubtosos). Els residus es poden trobar en estat líquid, sòlid o contaminant el sòl. A Catalunya cal seguir la directiva europea 96/59/CE del 16 de setembre de 1996, relativa a l'eliminació de PCB i trifenil policlorat (PCT) que obliga a l'eliminació total del PCB per a ús industrial abans de l'1 de gener de 2011 mitjançant plans l'eliminació que han de redactar els estats membres controlats per la Comissió Europea. L'Estat espanyol va aprovar el seu Pla Nacional de Descontaminació i Eliminació de PCB i PCT l'any 2001, que dona la seva gestió a les comunitats autònomes.
Per l'escassa capacitat d'eliminació de residus contaminats amb PCB de la que disposa Catalunya, la descontaminació s'ha de fer seguint uns terminis marcats al pla espanyol d'eliminació de PCB que no és pas lineal, sinó exponencial i es començà pels aparells de menor capacitat.
| Any  | Percentatge d'aparells descontaminats |
| ---- | ------------------------------------- |
| 2006 | 20%                                   |
| 2007 | 25%                                   |
| 2008 | 33%                                   |
| 2009 | 50%                                   |
| 2010 | 100%                                  |

En cap cas, no és permès de mantenir aparells amb PCB que no estiguin degudament aïllats o que estiguin en contacte amb productes corrosius, explosius, oxidants, inflamables o alimentaris.
El mètode bàsic per a l'eliminació de PCB és per incineració amb metà o oxigen a uns 1500 °C en continu, però Catalunya no disposa de cap planta especialitzada, pel que els residus s'envien normalment a plantes franceses. També existeixen metodologies químiques (a través de cloròlisi, dehidrocloració catalítica, microones, ozonització, fotòlisi, oxidació, neteja amb solvents, incineració amb enriquiment d'oxigen, reducció amb sodi, piròlisi, reacció amb polietilenglicol, etc.) i bioquímiques. Per treure pintures contaminades, s'han ideat mètodes com el sorrejat (sandblasting). Per l'elevada estabilitat química d'aquests compostos, qualsevol procés d'eliminació és complicat.
| Estat         | Núm. de plantes |
| ------------- | --------------- |
| Austràlia     | 1               |
| Bèlgica       | 1               |
| Cambodja      | 1               |
| Canadà        | 3               |
| Xile          | 3               |
| Finlàndia     | 1               |
| França        | 2               |
| Alemanya      | 11              |
| Itàlia        | 1               |
| Japó          | 2               |
| Mèxic         | 1               |
| Rússia        | 3               |
| Eslovàquia    | 1               |
| Suïssa        | 2               |
| Països Baixos | 3               |
| Regne Unit    | 1               |
| Estats Units  | 6               |
| Vietnam       | 1               |

D'altra banda, també s'ha intentat evitar la dispersió de PCB en aquells llocs on, a conseqüència de la seva baixa concentració, no es pot eliminar. Normalment s'intenta contenir en un material porós com ara el formigó per tal de reduir (però no eliminar) el risc d'exposició. Altres tècniques serien la hidrogenació, la gasificació i la decloració química.
S'estan provant amb bastant èxit sistemes de descontaminació d'aigües i sòls amb PCB per bioremediació, solidificació, decloració química, etc.

## Aplicacions

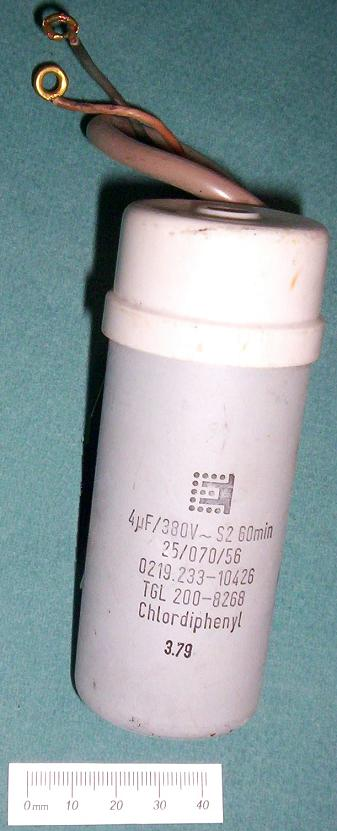
Condensador dels anys 1960 d'una rentadora domèstica que conté PCB

La utilitat comercial dels PCB es basava en les seves estabilitats químiques, el grau de cloració i les seves propietats físiques. En principi, els PCB tenien tant aplicacions obertes (el PCB estava fora de l'aparell) com tancades (el PCB estava completament dintre de l'aparell). Durant molts anys, es va considerar l'ús d'aparells amb PCB com un avanç tecnològic molt important, fins al punt que les companyies d'assegurances bonificaven amb un 10% la seva adquisició. A més, es podien tenir prop de fonts elèctriques i amb perill de combustió, fet que suposava un estalvi important en cables elèctrics. D'aquesta manera, es calcula que fins a un 95% dels transformadors elèctrics utilitzats arreu del món van arribar a fer servir PCB. Malgrat tot, cap als anys 1970 i anys 1980, després que es descobrís que els PCB tenien efectes cancerígens, es van prohibir primer l'ús de les primeres i després l'ús de les segones.
La Generalitat de Catalunya, mitjançant l'ordre de 9 de setembre de 1986, va limitar l'ús de PCB al país. Suècia ho feu l'any 1972; els Estats Units, el 1977; Noruega, el 1980; Finlàndia, el 1985; Islàndia, el 1988; i Dinamarca, el 1986.
| Tancades                 | Parcialment tancades | Obertes                    |
| ------------------------ | -------------------- | -------------------------- |
| Transformadors elèctrics | Fluids refrigerants  | Lubricants                 |
| Condensadors elèctrics   | Fluids hidràulics    | Ceres                      |
| Motors elèctrics         | Bombes de buit       | Recobriment de superfícies |
| Electroimants            | Interruptors         | Adhesius                   |
| Bescanviadors de calor   |                      | Plastificants              |
|                          |                      | Tintes                     |
|                          |                      | Pesticides                 |
|                          |                      | Retardadors del foc        |

## Alternatives
Hi ha diversos materials que poden fer-se servir com a alternatives als PCB:
- Olis minerals de major inflamabilitat
- Silicones, més hidròfobes, de menor rendiment elèctric
- Èsters sintètics, amb bones propietats elèctriques, però més cars
- Fluorocarbonis
- Hidrocarburs d'alt pes molecular
- Hidrocarburs clorats

Als transformadors en els quals s'ha substituït el PCB per un altre fluid se'ls ha de rebaixar la potència i, per tant, l'eficiència. Consegüentment, un aparell que operi amb un substitut del PCB és més costós i més inflamable. Per tant, més que una eliminació de riscos, la substitució del PCB comporta una substitució d'aquests.